# Argentinos blancos
Los argentinos blancos son argentinos de ascendencia total o predominantemente europea, asiática occidental (exepto de la península arábiga) y norteafricana. Estas migraciones han influido en la diversidad cultural y demográfica del país, los individuos dentro de este grupo suelen presentar tonos de piel claros o aceitunados y diversos colores de cabello (principalmente castaño o morocho, 
y en raras ocasiones rubio o pelirrojo).
Los argentinos blancos descienden tanto de los colonos españoles que se establecieron en el territorio durante el período colonial previo a 1810, como de los inmigrantes italianos, franceses, alemanes, rusos, polacos, escoceses, suizos, irlandeses, checos, ucranianos, croatas, ingleses, nórdicos, portugueses, árabes, armenios, judíos, griegos, turcos, galeses, bóeres, entre otros que arribaron durante la gran ola migratoria entre mediados del siglo XIX y mediados del XX. A lo largo del tiempo, estos grupos se han mezclado entre sí, contribuyendo a la composición étnica del país.
Actualmente el gobierno de Argentina no realiza una encuesta en los censos étnicos que permita contar a las personas "blancas" en el país. Sin embargo, diversos estudios han señalado que los argentinos blancos han sido el grupo mayoritario en el país desde al menos 1778. Se cree que los blancos representaban el 85% de la población total en 2005, pero por diversos factores como la inmigración de países limítrofes ese número bajo y en la actualidad representan el 78% del total.

## Distribución

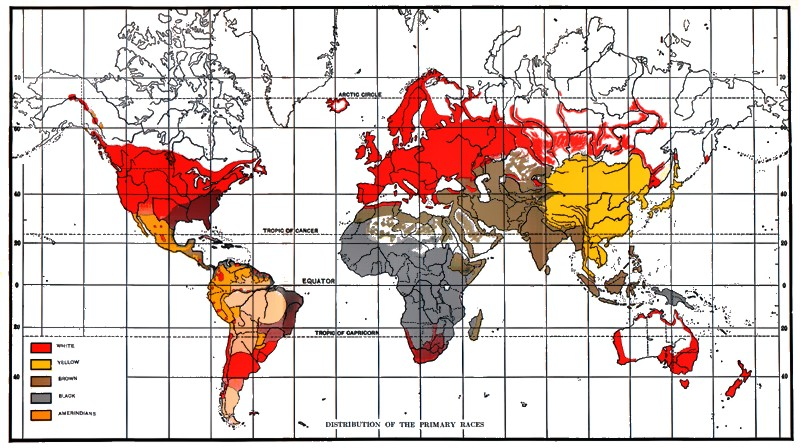
Mapa de Lothrop Stoddard, donde se muestra a las Pampas, el Cuyo y el Nordeste como zonas con mayoría blanca en 1920.

Los argentinos blancos se encuentran en cualquier parte del país, aunque su proporción varía según la región. Debido a que el principal punto de entrada de los inmigrantes europeos era el Puerto de Buenos Aires, estos se asentaron mayormente en la región centro-oriental conocida como la región pampeana (las provincias de Buenos Aires, Santa Fe, Córdoba, Entre Ríos y La Pampa). Su presencia en la región del noroeste (principalmente en las provincias de Jujuy y Salta) es más menor por varias razones: fue la región más densamente poblada del país (principalmente por mestizos) hasta la ola inmigratoria de 1857 a 1940, y fue la zona donde menos se asentaron los recién llegados europeos. Durante las últimas décadas, debido a la migración interna desde estas provincias del noroeste y a la inmigración especialmente de Bolivia, Perú, Paraguay y Venezuela (que tienen mayorías mestizas), el porcentaje de argentinos blancos en ciertas zonas del país ha disminuido significativamente.

## Estimaciones

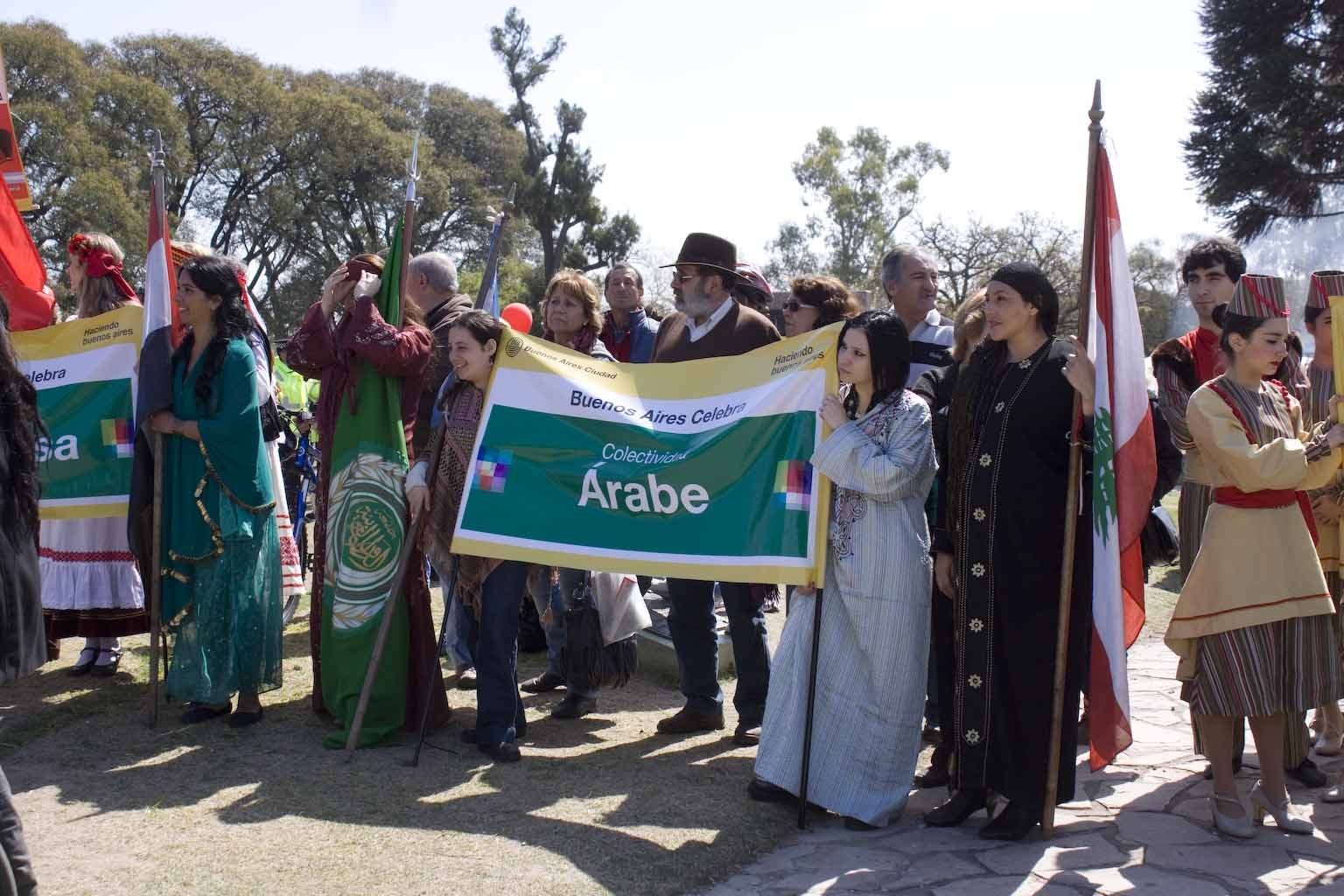
Argentinos blancos de ascendencia árabe cristiana durante el Día del Inmigrante en Buenos Aires.

No existen datos censales oficiales ni estudios estadísticamente significativos sobre la cantidad o porcentaje preciso de argentinos blancos en la actualidad. El gobierno argentino reconoce las diferentes comunidades, pero el Instituto Nacional de Estadística y Censos (INDEC) de Argentina no realiza censos étnicos/raciales, ni incluye preguntas sobre etnicidad. El censo de 2022 sí incluyó preguntas sobre pueblos indígenas y sobre afrodescendientes, los cuales suponían el 2.83% y 0.65% de la población, respectivamente. Esto representa un incremento de estos grupos, siendo que en conjunto representan el 3.48% de la población, frente al 2.78% del censo de 2010.
Sin embargo, varias estimaciones etnográficas han tratado de abordar el tema. Según una estimación étnica de la UAEM para todos los países de América Latina la población blanca de Argentina sería de un 85% en 2005. Otra estimación publicada en la Enciclopedia británica da un 89% (de los cuales un 86% serían blancos europeos y un 3% descendientes de árabes) en el año 2000. Una estimación reciente realizada por Joshua Project actualizada al 2023 estima 36,580,400 millones de argentinos blancos lo que equivale al 78% de la población argentina. En las encuestas sobre etnicidad como las realizadas por el Latinobarometro y la ECosociAL de 2007 entre el 65-60% de los argentinos se identificaron como blancos. En una encuesta llevada a cabo por la UCA en todas las regiones del país en el 2017 más del 60% de los 5729 argentinos encuestados se identificó como blanco. De acuerdo con esta encuesta la proporción de blancos autoidentificados por regiones fue de un 61% en el Gran Buenos Aires, un 62% en el resto de la región pampeana, un 62% en la Patagonia, un 59% en el Cuyo y un 55% en el Noreste, mientras que la proporción de blancos autoidentificados en el Noroeste fue de un 48% la más baja en una región.

## Investigación genética

Estimado de la distribución étnica de Argentina.

Aparte de la ascendencia española que parece ser la mayorítaria según estudios genéticos, se estima que más del 62% de los argentinos tienen ascendencia italiana, un 17% ascendencia francesa, un 8% ascendencia alemana, un 8% ascendencia árabe y un 2% ascendencia irlandesa. Un estudio sobre la ascendencia amerindia de los argentinos fue dirigido por el genetista argentino Daniel Corach de la Universidad de Buenos Aires. Los resultados de este estudio en el que se examinó el ADN de 320 individuos en 9 provincias argentinas mostraron que el 56% de estos individuos tenían al menos un ancestro amerindio. Sin embargo, otros dos estudios posteriores realizados por la Universidad de Brasilia en 2008 y la Universidad Maimónides en conjunto con la Universidad de Buenos Aires en 2011 tomando varias muestras de material genético encontraron que el 30% de los argentinos muestrados poseían ascendencia indígena y un estudio más reciente realizado por Genera tomando 2.785 muestras en cambio encontró que el 12,59% de los argentinos muestrados tendría ascendencia de los pueblos originarios, el doble que Uruguay (6,73%) y Brasil (6,56%). Un estudio sobre ascendencia africana también fue realizado por la Universidad de Buenos Aires en la ciudad de La Plata, publicado en 2006, demostró que el 4.3% de los 500 participantes del estudio tenían algún grado de ascendencia africana. Cabe destacar que este tipo de estudios genéticos -destinados únicamente a buscar linajes específicos en el ADNmt o en el Cromosoma Y, que no se recombinan pueden ser engañosos. Por ejemplo, una persona con siete bisabuelos europeos y sólo un bisabuelo amerindio/mestizo estará incluida en ese porcentaje aunque lo más probable es que su fenotipo sea caucásico. En un estudio genético de 2012 se encontró que los argentinos que se consideran de origen europeo o blanco son en promedio un 91% europeos.
Científicos argentinos y franceses de múltiples instituciones académicas y científicas (CONICET, UBA, Centro de Antropología de Toulouse) realizaron un estudio genético separado sobre la mezcla genética. Este estudio demostró que la contribución promedio a la ascendencia argentina fue 79.9% europea, 15.8% amerindia y 4.3% africana. Otro estudio similar se llevó a cabo en 2006 y sus resultados también fueron similares. Un equipo liderado por Michael F. Seldin de la Universidad de California, con miembros de institutos científicos de Argentina, Estados Unidos, Suecia y Guatemala, analizó muestras de 94 individuos y concluyó que la estructura genética promedio de la población argentina contiene un 78.1% de contribución europea, 19.4% de contribución amerindia y 2.5% de contribución africana (utilizando el algoritmo bayesiano).
Un equipo dirigido por Daniel Corach realizó un nuevo estudio en 2009, analizando 246 muestras de ocho provincias y tres regiones diferentes del país. Los resultados fueron los siguientes: el análisis del ADN del cromosoma Y reveló una contribución europea del 94.1% (un poco superior al 90% del estudio de 2005), y sólo un 4.9% y un 0.9% de contribución de nativos americanos y africanos negros, respectivamente. El análisis del ADN mitocondrial volvió a mostrar una gran contribución amerindia por linaje materno, con un 53.7%, con un 44.3% de contribución europea y un 2% de contribución africana. El estudio de 24 marcadores autosómicos también demostró una importante contribución europea del 78.5%, frente al 17.3% de los amerindios y el 4.2% de los africanos negros. Las muestras se compararon con tres supuestas poblaciones parentales, y el gráfico del análisis MDS resultante mostró que "la mayoría de las muestras argentinas se agruparon con o más cerca de los europeos, algunas aparecieron entre europeos y nativos americanos, lo que indica algún grado de mezcla genética entre estos dos grupos, tres de las muestras se agruparon cerca de los nativos americanos, y ninguna muestra argentina apareció cerca de los africanos".

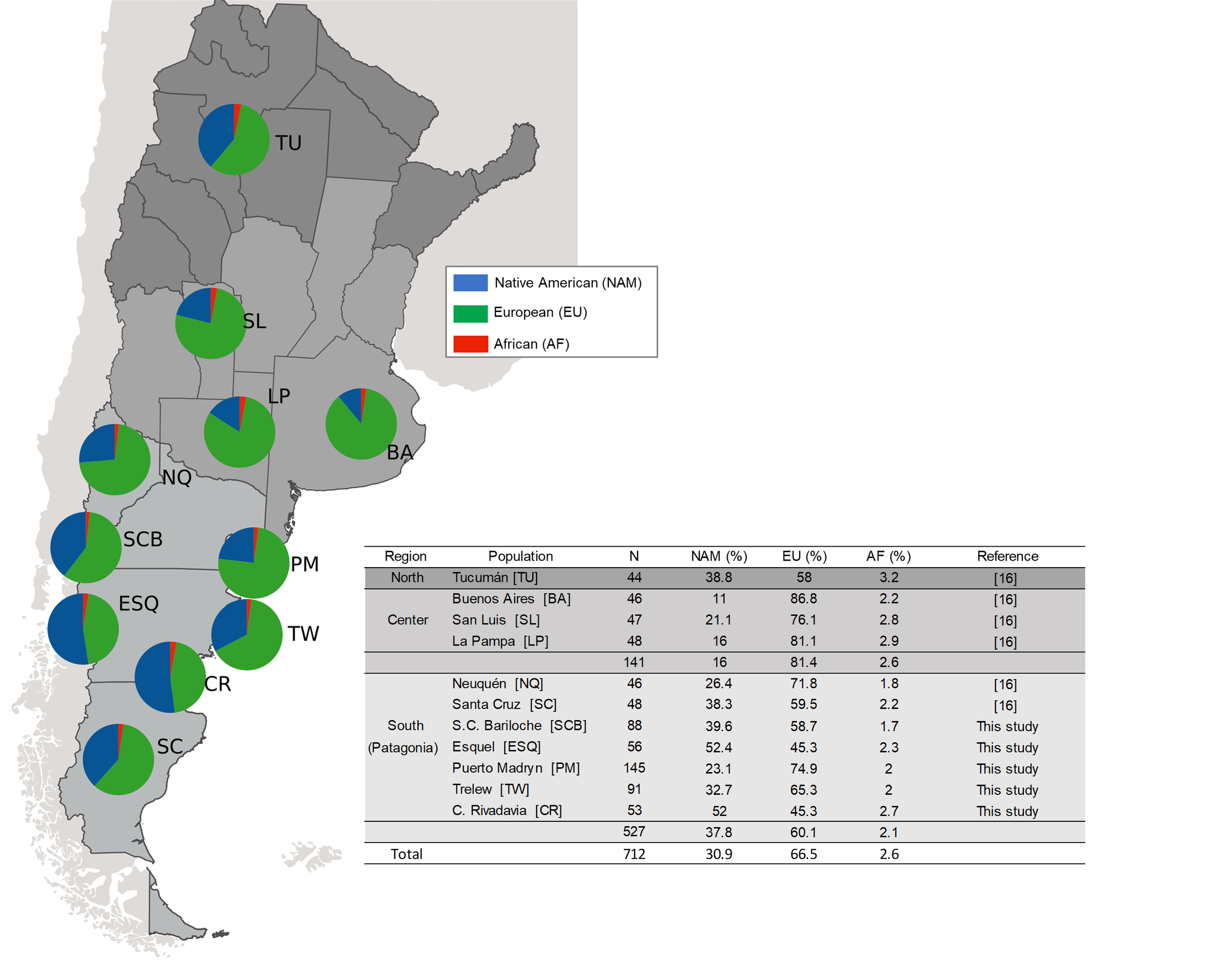
Resultados del estudio de Plos One Genetics de 2019, por región.

- Homburguer et al., 2015, PLOS One Genetics: 67.3% europeo, 27.7% amerindio, 3.6% africano y 1.4% asiático oriental.[41]
- Oliveira, 2008, Universidad de Brasilia: 60.1% europeo, 30.8% amerindio y 9.0% africano.[42]
- Según M. Caputo et al, 2021, los estudios de X-DIP muestran que el aporte genético europeo es del 77.8%, el indígena del 17.9% y el africano del 4.2%..[43]
- Olivas et al., 2017, Nature: 84,1% europeo y 12,8% amerindio.[44]
- Genera (2022): 86% caucásico (74% europeo + 7% judío + 4% árabe), 13% amerindio y 1% africano.[45]
- Seldin et al, 2006, American Journal of Physical Anthropology: 78.0% europeo, 19.4% amerindio y 2.4% africano. Utilizando otros métodos se encontró que podría ser: 80,2% europeo, 18,1% amerindio y 1,7% africano.[46]
- Quiroga et al, 1985, de la Universidad de Buenos Aires: 81.5% europeo y 18.6% amerindio.[47]
- Avena et al., 2006, SciELO: 79.9% europeo, 15.8% amerindio y 4.3% africano.[37]
- Avena et al., 2012, PLOS One Genetics: 65% europeo, 31% amerindio y 4% africano.[36]
  - Provincia de Buenos Aires: 76% europeos y 24% otros.
  - Zona Sur (Provincia de Chubut): 54% europeos y 46% otros.
  - Zona Noreste (provincias de Misiones, Corrientes, Chaco y Formosa): 54% europeos y 46% otros.
  - Zona Noroeste (Provincia de Salta): 33% europeos y 67% otros.
- Otros estudios indican que la composición genética entre regiones sería:[48]
  - Zona Central: 81% europeo, 15% amerindio y 4% africano
  - Zona Sur: 68% europeo, 28% amerindio y 4% africano
  - Zona Noreste: 79% europeo, 17% amerindio y 4% africano
  - Zona Noroeste: 55% europeo, 35% amerindio y 10% africano
- En el trabajo de Corach et al, los autores dicen que "los argentinos portaban una gran fracción de la herencia genética europea en su ADN cromosómico Y (94.1%) y autosómico (78.5%), pero su acervo genético mitocondrial es principalmente de ascendencia nativa americana ( 53.7%); en cambio, la herencia africana fue pequeña en los tres sistemas genéticos (<4%)".[48]
- Según el estudio de María Laura Catelli et al, 2011. El componente nativo americano maternal observado en las poblaciones urbanas fue del 66%, 41% y 70% en el sur, centro y norte de Argentina, respectivamente,[25]

| Argentinos de ascendencia total, mayoritaria o parcial de inmigrantes blancos por origen | Argentinos de ascendencia total, mayoritaria o parcial de inmigrantes blancos por origen | Argentinos de ascendencia total, mayoritaria o parcial de inmigrantes blancos por origen | Argentinos de ascendencia total, mayoritaria o parcial de inmigrantes blancos por origen | Argentinos de ascendencia total, mayoritaria o parcial de inmigrantes blancos por origen |
| Origen                                                                                   | Número de descendientes                                                                  | Porcentaje                                                                               | Año                                                                                      | Fuente                                                                                   |
| ---------------------------------------------------------------------------------------- | ---------------------------------------------------------------------------------------- | ---------------------------------------------------------------------------------------- | ---------------------------------------------------------------------------------------- | ---------------------------------------------------------------------------------------- |
| Español                                                                                  | No hay datos, se presupone que es el mayorítario.                                        | No hay datos, se presupone que es el mayorítario.                                        | 2011-2015                                                                                | [ 25 ] [ 49 ]                                                                            |
| Italiano                                                                                 | 25 000                                                                                   | 62%                                                                                      | 2011                                                                                     | [ 50 ]                                                                                   |
| Francés                                                                                  | 6 000                                                                                    | 17%                                                                                      | 2006                                                                                     | [ 51 ]                                                                                   |
| Alemán                                                                                   | 3 500 000                                                                                | 8%                                                                                       | 2007-2008                                                                                | [ 52 ] [ 53 ]                                                                            |
| Libanés                                                                                  | 2 000                                                                                    | 4%                                                                                       | 2014                                                                                     | [ 54 ]                                                                                   |
| Sirio                                                                                    | 1 550 000                                                                                | 3%                                                                                       | 2014                                                                                     | [ 55 ]                                                                                   |
| Irlandés                                                                                 | 1 000                                                                                    | 2%                                                                                       | 2016                                                                                     | [ 56 ]                                                                                   |
| Polaco                                                                                   | 550 000                                                                                  | 1%                                                                                       | 2010                                                                                     | [ 57 ]                                                                                   |
| Ucraniano                                                                                | 450 000                                                                                  | 1%                                                                                       | 2013                                                                                     | [ 58 ]                                                                                   |

## Historia

### Período colonial y posterior a la independencia

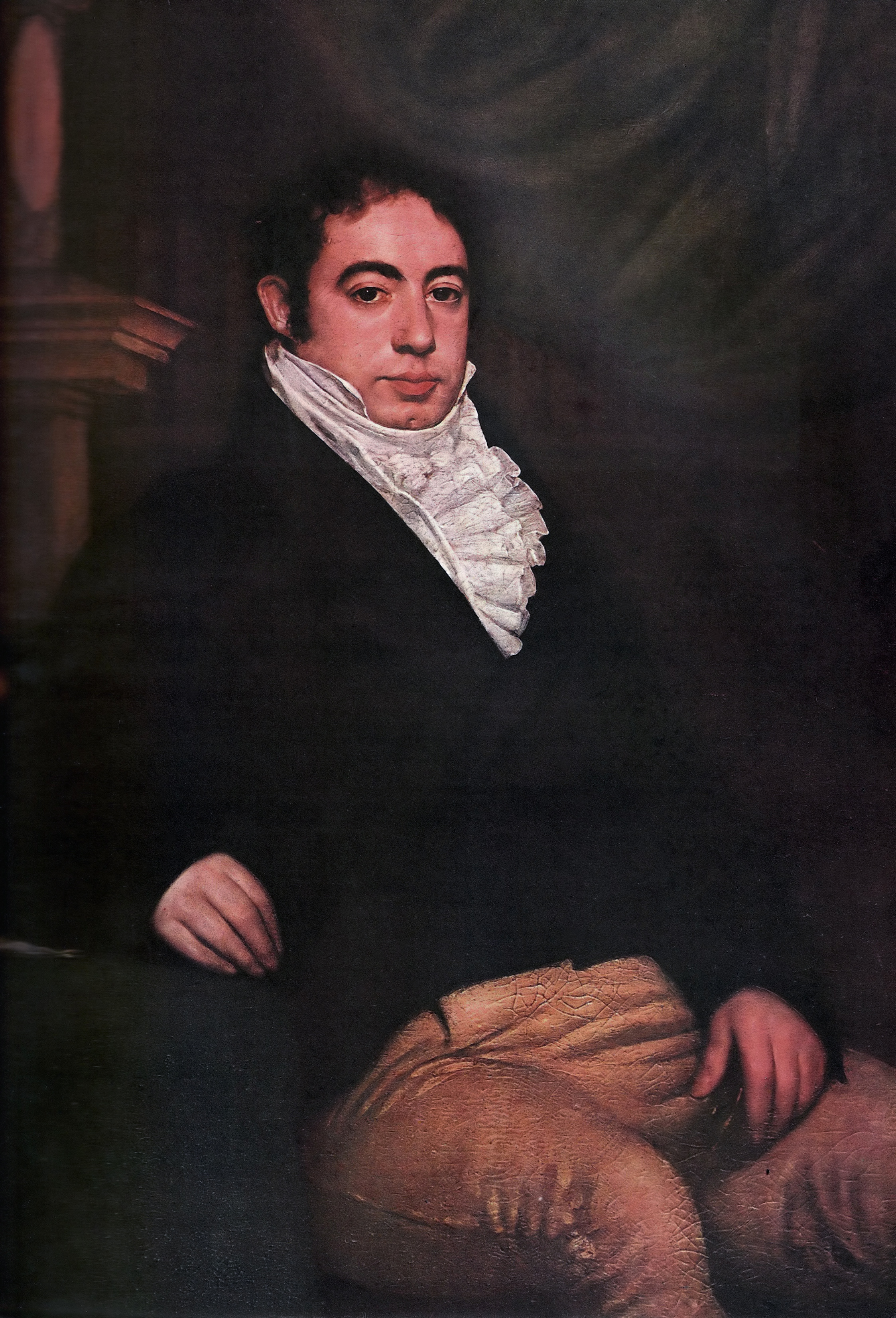
Bernardino Rivadavia, primer presidente argentino, y quien instaló la Comisión de Migración.

La presencia de europeos en el territorio argentino se inició en 1516, cuando el conquistador español Juan Díaz de Solís exploró el Río de la Plata. En 1527, Sebastián Caboto fundó el fuerte de Sancti Spiritus, cerca de Coronda, Santa Fe; este fue el primer asentamiento español en suelo argentino. El proceso de ocupación española continuó con expediciones provenientes del Alto Perú (actual Bolivia), que fundó Santiago del Estero en 1553, San Miguel de Tucumán en 1565 y Córdoba en 1573, y de Chile, que fundó Mendoza en 1561 y San Juan en 1562. Otras expediciones españolas fundaron las ciudades de Santa Fe (1573), Buenos Aires (1580) y Corrientes (1588).

#### Censo de Vértizde 1778

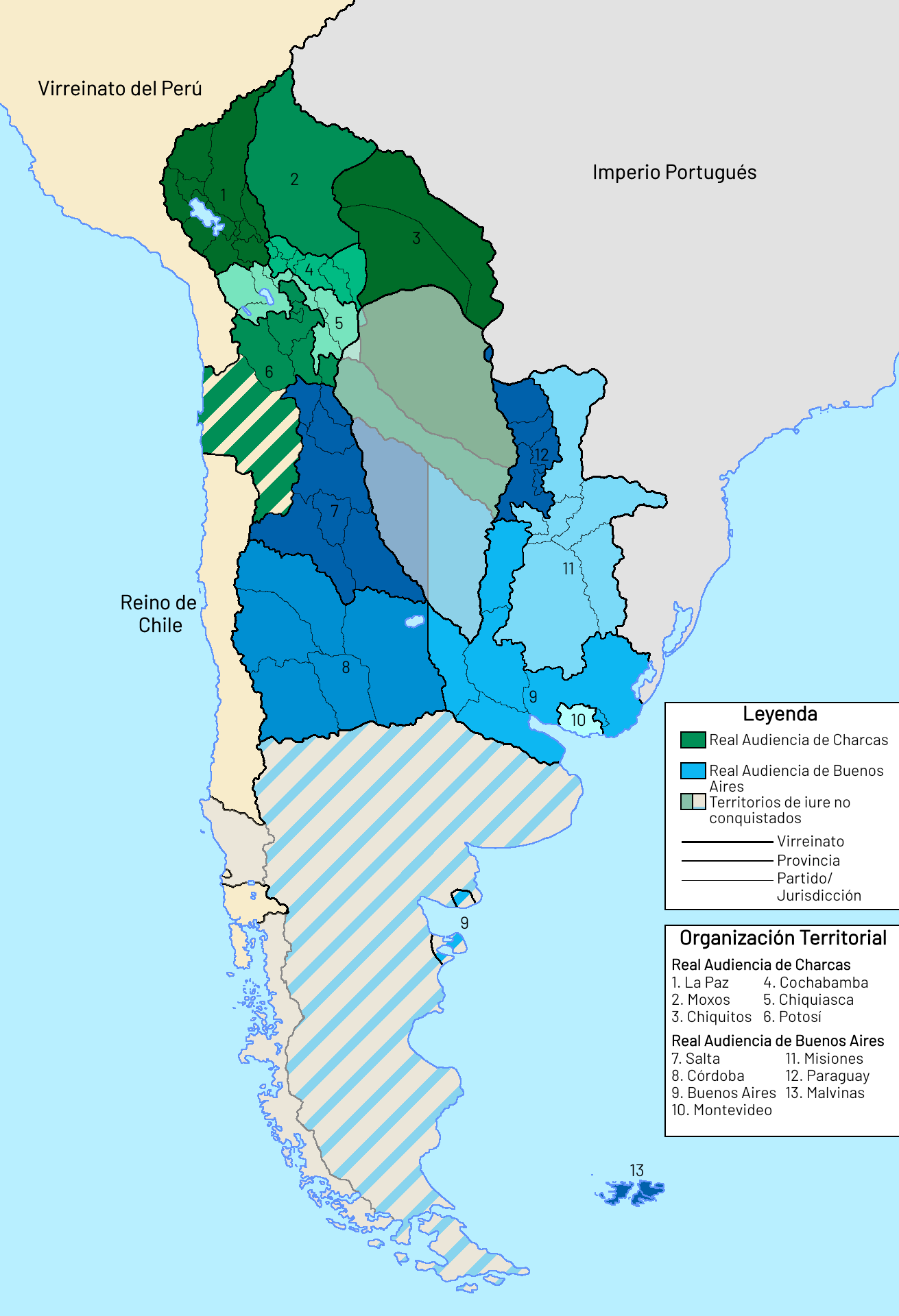
Territorio aproximado del virreinato en 1783.

No fue hasta la creación del Virreinato del Río de la Plata en 1776 que se realizaron los primeros censos con clasificación en castas, aunque sólo se llevó a cabo en algunas jurisdicciones de la Real Audiencia de Buenos Aires. El Censo de 1778 ordenado por el virrey Juan José de Vértiz en Buenos Aires reveló que, de una población total de 37,130 habitantes, los españoles y criollos sumaban 25,451, o el 68.55% del total. Otro censo realizado en el Corregimiento de Cuyo en 1777 mostró que los españoles y criollos eran 4,491 (o el 51.24%) de una población de 8,765 habitantes. En Córdoba (ciudad y campo), el pueblo español/criollo constituía el 45.78% (alrededor de 18,248) de 39,858 habitantes.
| Partidos            | Blancos | Blancos | Mestizos | Mestizos | Indígenas | Indígenas | Negros | Negros | Población total |
| Partidos            | #       | %       | #        | %        | #         | %         | #      | %      | Población total |
| ------------------- | ------- | ------- | -------- | -------- | --------- | --------- | ------ | ------ | --------------- |
| Buenos Aires        | 25,451  | 68.59%  | 647      | 1.76%    | 2,087     | 5.62%     | 8,918  | 24.03% | 37,103          |
| Catamarca           | 4,567   | 29.86%  |          |          | 2,815     | 18.42%    | 7,908  | 51.72% | 15,290          |
| Córdoba             | 18,248  | 45.78%  |          |          | 4,090     | 10.27%    | 17,520 | 43.95% | 39,858          |
| Corrientes          |         |         |          |          |           |           |        |        |                 |
| Entre Ríos          |         |         |          |          |           |           |        |        |                 |
| Jujuy               | 620     | 4.58%   |          |          | 11,181    | 82.29%    | 1,785  | 13.13% | 13,586          |
| La Rioja            | 2,593   | 26.73%  |          |          | 5,200     | 53.61%    | 1,906  | 19.66% | 9,699           |
| Mendoza             | 4,491   | 51.23%  | 786      | 8.99%    | 1,359     | 15.50%    | 2,129  | 24.28% | 8,765           |
| Misiones            |         |         |          |          |           |           |        |        |                 |
| Salta               | 3,148   | 27.46%  |          |          | 3,010     | 26.27%    | 5,305  | 46.27% | 11,463          |
| San Juan            | 1,635   | 21.26%  | 3,313    | 43.08%   | 1,527     | 19.85%    | 1,215  | 15.81% | 7,690           |
| San Luis            | 3,708   | 53.30%  | 1,388    | 19.95%   | 1,282     | 18.43%    | 578    | 8.32%  | 6,956           |
| Santa Fe            |         |         |          |          |           |           |        |        |                 |
| Santiago del Estero | 2,207   | 14.33%  |          |          | 4,897     | 31.76%    | 8,312  | 53.91% | 15,416          |
| Tucumán             | 3,136   | 15.63%  |          |          | 4,069     | 20.27%    | 12,869 | 64.10% | 20,074          |
| Total               | 69,804  | 37.54%  | 6,134    | 3.31%    | 41,517    | 22.33%    | 68,465 | 36.82% | 185,920         |

Notas
1. ↑  No se realizó una diferenciación entre criollos y peninsulares.
2. ↑  Solo se contabilizaron aquellos dentro de las fronteras del Virreinato.
3. ↑  La casta incluía a los africanos y a todo mestizaje que los incluya.

Según datos del gobierno argentino en 1810, en el territorio de las Provincias Unidas del Río de la Plata vivían unos 6.000 españoles, de una población total de alrededor de 700.000 habitantes. Este pequeño número indica que la presencia de personas con ancestros europeos era muy pequeña, y un gran número de criollos estaban mezclados con madres indígenas y africanas, aunque el hecho a menudo se ocultaba.
Sin embargo, estos censos generalmente se restringieron a las ciudades y las áreas rurales circundantes, por lo que se sabe poco sobre la composición racial de grandes áreas del Virreinato, aunque se supone que los españoles y criollos siempre fueron una minoría, mientras que las otras castas compusieron la mayoría. Vale la pena señalar que, dado que una persona que era clasificada como peninsular o criolla tenía acceso a más privilegios en la sociedad colonial, muchos castizos (resultantes de la unión de un español y un mestizo) compraron su limpieza de sangre ("pureza de sangre").

#### Post independencia

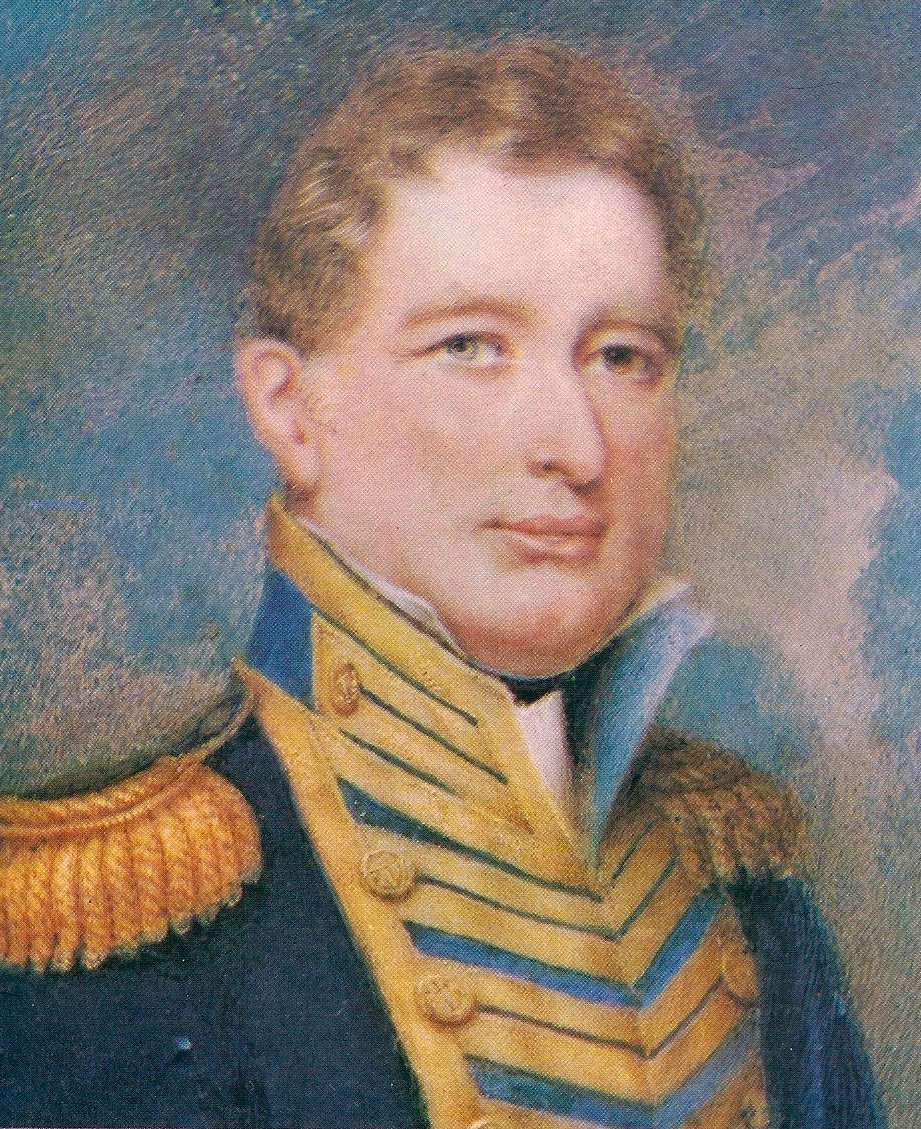
Almirante Guillermo Brown, quien emigró de Irlanda en 1809 y es considerado el padre de la Armada Argentina.

El pueblo criollo tuvo un papel protagónico en la Revolución de Mayo de 1810, así como en la independencia de Argentina del Imperio español en 1816. Héroes nacionales argentinos como Manuel Belgrano y Juan Martín de Pueyrredón, militares como Cornelio Saavedra y Carlos María de Alvear, y políticos como Juan José Paso y Mariano Moreno eran en su mayoría criollos de ascendencia española, italiana o francesa. El Segundo Triunvirato y la asamblea de 1813 promulgaron leyes que fomentaban la inmigración e instituyeron campañas publicitarias y programas de trabajo por contrato entre posibles inmigrantes en Europa.
El Ministro de Gobierno de la Provincia de Buenos Aires, Bernardino Rivadavia, estableció la Comisión de Inmigración en 1824. Nombró a Ventura Arzac para realizar un nuevo Censo en la ciudad, y arrojó estos resultados: la ciudad tenía 55.416 habitantes, de los cuales 40.000 eran de origen europeo (alrededor del 72,2%); de este total de blancos, un 90% eran criollos, un 5% eran españoles y el otro 5% eran de otras naciones europeas.
| 1806-7 | 15.078 | 59,3% | 6.997  | 27,6% | 3.329 | 13,1% |        |       |       |       |
| 1810   | 28.116 | 69,6% | 12.029 | 29,8% | 253   | 0,6%  |        |       |       |       |
| 1814   |        |       |        |       |       |       | 21.370 | 70,8% | 8.814 | 29,2% |
| 1820   |        |       |        |       |       |       | 28.110 | 76,6% | 8.587 | 23,4% |
| 1822   | 34.882 | 72,2% | 13.437 | 27,8% | –     | –     |        |       |       |       |
| 1827   | 43.223 | 73,8% | 15.341 | 26,2% | –     | –     |        |       |       |       |
| 1833   |        |       |        |       |       |       | 48.693 | 87,2% | 7.204 | 12,8% |
| 1836   | 46.464 | 73,7% | 14.906 | 23,6% | 1.665 | 2,7%  |        |       |       |       |
| 1838   | 45.961 | 73,0% | 14.928 | 23,7% | 2.068 | 3,3%  |        |       |       |       |
| 1841   |        |       |        |       |       |       | 47.012 | 89,4% | 5.578 | 10,6% |

Notas
1. ↑  También incluye sectores de la campaña.
2. ↑  Incluye a indígenas, mestizos, negros y pardos.
3. ↑  Incluye a indígenas, mestizos, negros y pardos.

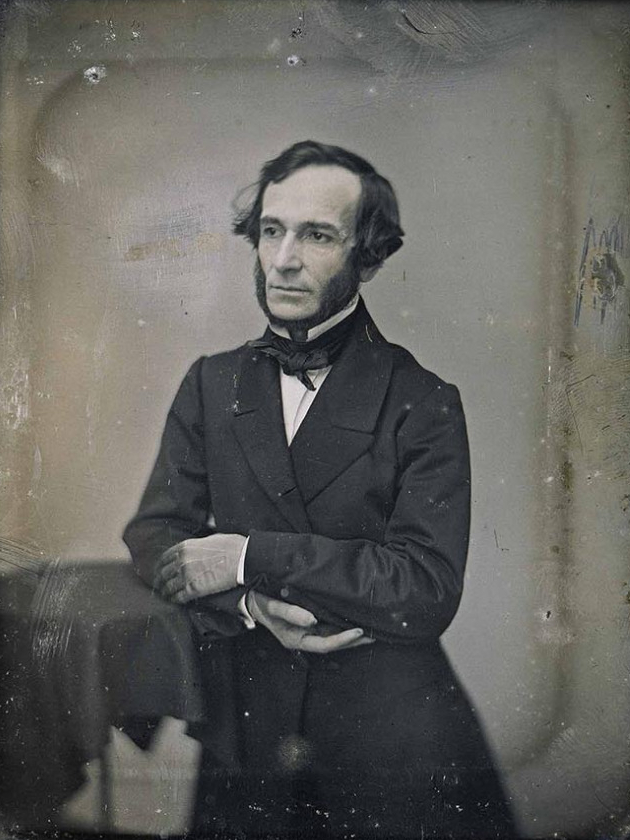
Juan Bautista Alberdi incluyó el fomento de la inmigración europea en su proyecto de Constitución Argentina.

Después de las guerras de independencia, siguió un largo período de luchas internas. Durante el período comprendido entre 1826 y 1852, algunos europeos también se establecieron en el país, en ocasiones contratados por los gobiernos locales. Entre ellos se destacan el litógrafo saboyano Charles Pellegrini (padre del presidente Carlos Pellegrini) y su esposa María Bevans, el periodista napolitano Pedro de Angelis y el médico y zoólogo alemán Hermann Burmeister. Debido a este largo conflicto, no hubo recursos económicos ni estabilidad política para realizar ningún censo hasta la década de 1850, cuando se organizaron algunos censos provinciales. Estos censos no continuaron con la clasificación en castas propia del período anterior a la independencia.
La administración del gobernador Juan Manuel de Rosas, a quien otros gobernadores de la Confederación Argentina le habían otorgado la suma del poder público, mantuvo la Comisión de Inmigración de Rivadavia, que continuó promocionando las colonias agrícolas en Argentina entre los posibles inmigrantes europeos. Tras el derrocamiento de Rosas por el gobernador de la provincia de Entre Ríos, Justo José de Urquiza, el jurista Juan Bautista Alberdi recibió el encargo de preparar un borrador de la nueva Constitución de 1853. Su esquema, Bases y puntos de partida para la organización política de la República Argentina, llamaba al Gobierno Federal a "promover la inmigración europea", y esta política sería incluida como artículo 25 de la Constitución Argentina de 1853, perdurando hasta el día de hoy.
El primer censo posterior a la independencia realizado en Buenos Aires tuvo lugar en 1855; demostró que había 26.149 habitantes europeos en la ciudad. Entre los nacionales no hay distinción de raza, pero sí distingue a los alfabetizados de los analfabetos; En aquella época la educación formal era un privilegio casi exclusivo de los sectores superiores de la sociedad, quienes eran predominantemente de ascendencia europea. Incluyendo a los residentes europeos y los 21.253 argentinos alfabetizados, alrededor de 47.402 personas de ascendencia principalmente europea residían en Buenos Aires en 1855; habrían comprendido alrededor del 51,6% de una población total de 91.895 habitantes.

### Gran ola de inmigración procedente de Europa (1857-1940)

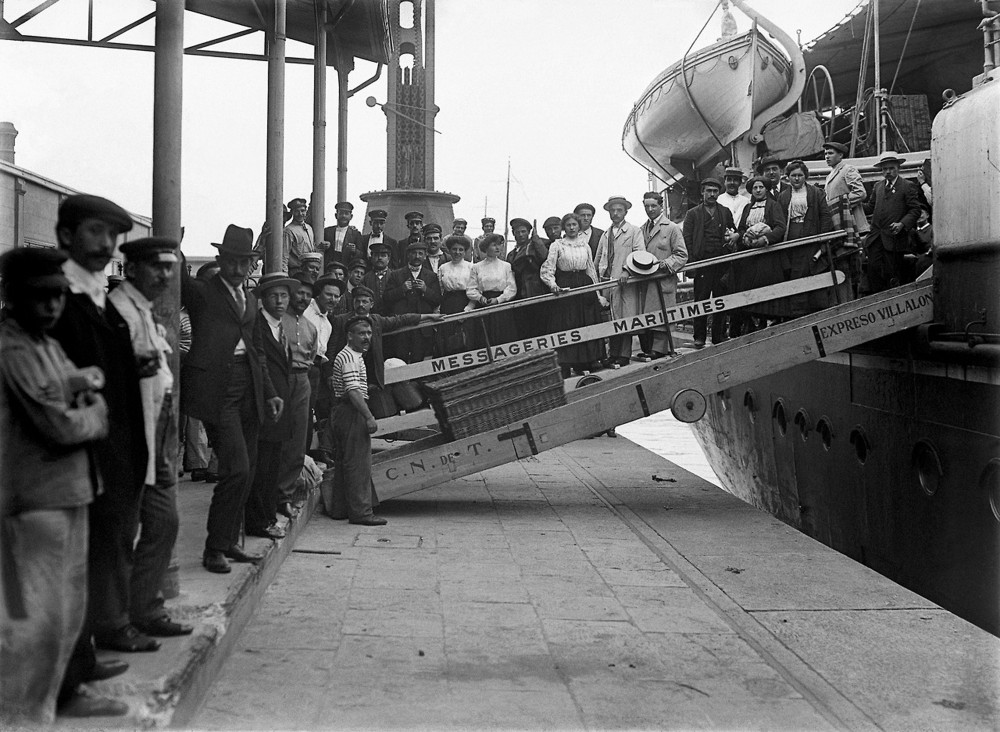
Inmigrantes europeos desembarcando en Argentina en el siglo XIX durante la gran ola de inmigración.

En febrero de 1856, el gobierno municipal de Baradero otorgó tierras para el asentamiento de diez familias suizas en una colonia agrícola cercana a esa localidad. Más tarde ese año, inmigrantes suizos fundaron otra colonia en Esperanza, Santa Fe. Estas iniciativas provinciales siguieron siendo casos aislados hasta que las diferencias entre la Confederación Argentina y el Estado de Buenos Aires se resolvieron con la Batalla de Pavón en 1861 y se pudo establecer un gobierno central fuerte. Los presidentes Bartolomé Mitre, Domingo Faustino Sarmiento y Nicolás Avellaneda implementaron políticas que alentaron la inmigración europea masiva. Estos se formalizaron con la aprobación por el Congreso en 1876 de la Ley de Inmigración y Colonización N.º 817, firmada por el presidente Avellaneda. Durante las décadas siguientes, y hasta mediados del siglo XX, oleadas de colonos europeos llegaron a la Argentina. Los principales contribuyentes incluyeron Italia (inicialmente de Piamonte, Véneto y Lombardía, más tarde de Campania, Calabria y Sicilia), y España (la mayoría eran gallegos y vascos, pero también había asturianos).

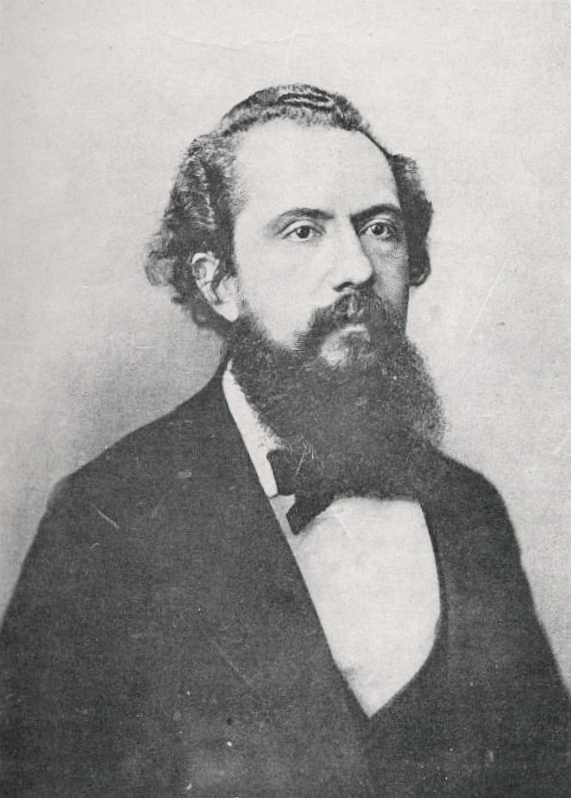
El presidente Nicolás Avellaneda promulgó la Ley de Inmigración y Colonización Nº 817.

Un número menor pero significativo de inmigrantes incluye aquellos de Francia, Polonia, Rusia, Alemania, Austria, Hungría, Croacia, Inglaterra, Escocia, Irlanda, Suiza, Bélgica, Dinamarca y otros. Los europeos del antiguo Imperio Otomano eran principalmente griegos y los asiáticos occidentales eran principalmente árabes cristianos. La mayoría de la comunidad judía de Argentina desciende de inmigrantes de origen judío asquenazí.
El censo municipal de la Ciudad de Buenos Aires, llevado a cabo en 1887, clasificó a la población entre "blancos" y "de color". De una población total de 429.558 personas, 421.553 (98,2%) fueron clasificadas como blancas, y  8.005 (1,8%) como "otros colores". De los blancos, 197.511 (46,85%) eran argentinos y 224.042 (53,15%) extranjeros.
Este flujo migratorio tuvo principalmente dos efectos sobre la demografía argentina:
- 1) El crecimiento exponencial de la población del país. En el primer Censo Nacional de 1869 la población argentina era de apenas 1.877.490 habitantes, para el Censo de 1895 se había duplicado hasta 4.044.911, en el Censo de 1914 había llegado a 7.903.662 y para el el Censo de 1947 se había vuelto a duplicar hasta 15.893.811. Se estima que hacia 1920, más del 50% de los residentes en Buenos Aires habían nacido en el extranjero. Según estimaciones de Zulma Recchini de Lattes, si no se hubiera producido esta gran ola inmigratoria procedente de Europa y Asia Occidental, la población argentina en 1960 habría sido inferior a 8 millones, mientras que el censo nacional realizado ese año arrojó una población de 20.013.793 habitantes.[73] Argentina recibió cerca de 6.611.000 inmigrantes europeos y asiáticos occidentales durante el período 1857-1940; 2.970.000 eran italianos (44,9%), 2.080.000 eran españoles (31,5%), y el 23,6% restante estaba compuesto por franceses, polacos, rusos, alemanes, austrohúngaros, británicos, portugueses, suizos, belgas, daneses, holandeses, suecos, etc.[70]

- 2) Un cambio radical en su composición étnica; El censo nacional de 1914 reveló que alrededor del 80% de la población nacional eran inmigrantes europeos, sus hijos o nietos.[74] Entre el 20% restante (los que descendían de la población que residía localmente antes de que tomara forma esta ola de inmigrantes), alrededor de una décima parte eran de ascendencia principalmente europea. En cifras, esto significa que alrededor del 90%, o 7.000.000 personas (de una población total de 7.903.662), que residían en Argentina eran de ascendencia europea.[10] La inmigración europea siguió representando más de la mitad del crecimiento demográfico del país durante la década de 1920, y volvió a ser significativa (aunque en una ola más pequeña) después de la Segunda Guerra Mundial.[74]

| Año  |                  |                  |                |                |           |          |         |        |         |         |        |        |           |
| Año  | Blanco argentino | Blanco argentino | Blanco europeo | Blanco europeo | Mestizos  | Mestizos | Indios  | Indios | Mulatos | Mulatos | Negros | Negros | Total     |
| Año  | #                | %                | #              | %              | #         | %        | #       | %      | #       | %       | #      | %      | Total     |
| ---- | ---------------- | ---------------- | -------------- | -------------- | --------- | -------- | ------- | ------ | ------- | ------- | ------ | ------ | --------- |
| 1826 | 8.000            | 1,3%             | 5.000          | 0,8%           | 400.000   | 63,5%    | 132.000 | 20,9%  | 70.000  | 11,1%   | 15.000 | 2,4%   | 630.000   |
| 1852 | 15.000           | 1,9%             | 7.000          | 0,9%           | 553.000   | 69,1%    | 100.000 | 12,5%  | 110.000 | 13,7%   | 15.000 | 1,9%   | 800.000   |
| 1895 | 1.295.000        | 32,3%            | 1.000.000      | 25,0%          | 1.500.000 | 37,5%    | 60.000  | 1,5%   | 150.000 | 3,6%    | 5.000  | 0,1%   | 4.000.000 |
| 1914 | 4.120.000        | 51,5%            | 2.360.000      | 29,5%          | 1.300.000 | 16,2%    | 20.000  | 0,2%   | 200.000 | 2,6%    |        |        | 8.000.000 |

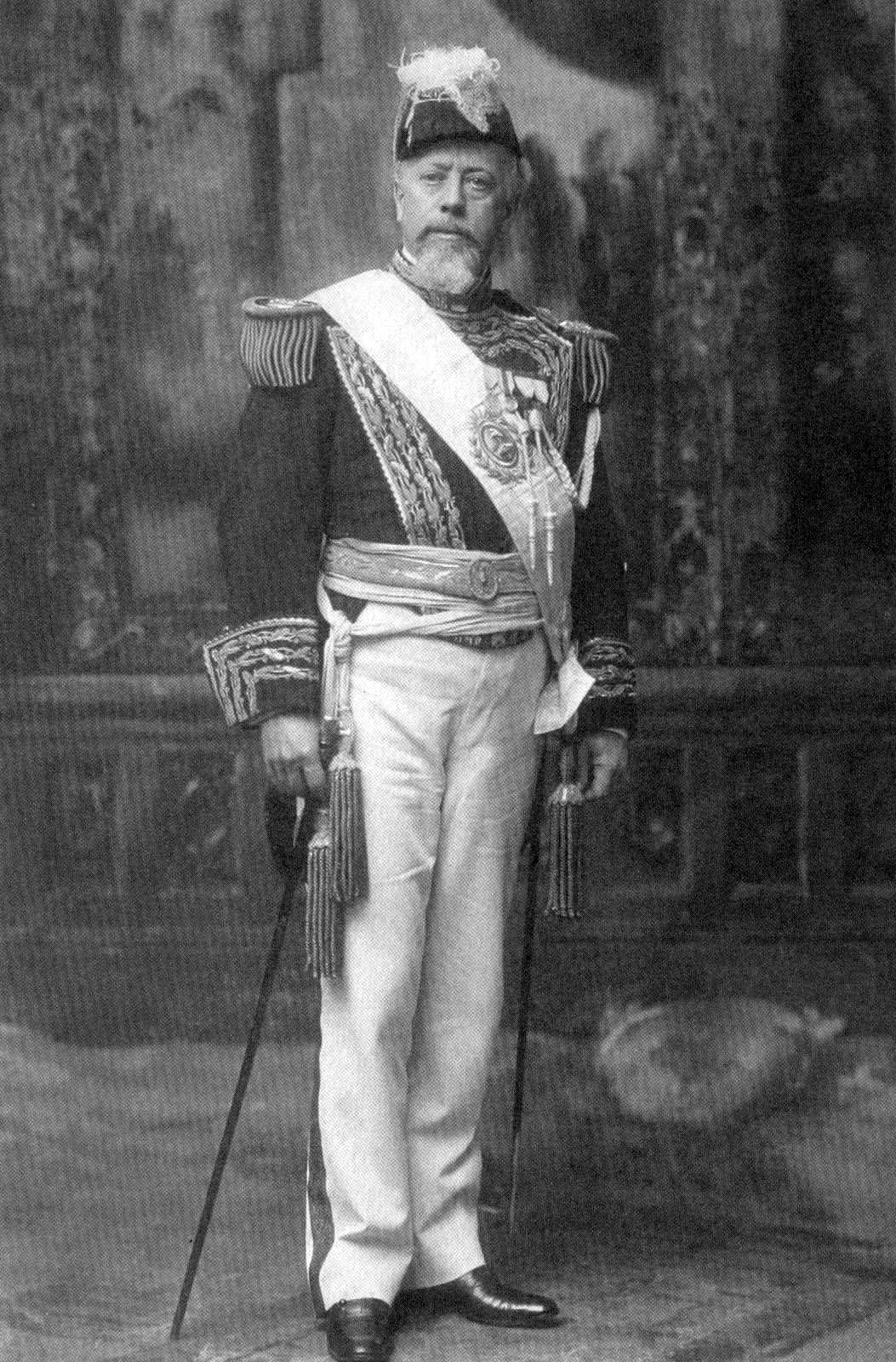
El presidente Julio Argentino Roca encabezó la Conquista del Desierto en 1879, lo que permitió a Argentina ocupar nuevas tierras.

La distribución de estos inmigrantes europeos y asiáticos occidentales no fue uniforme en todo el país. La mayoría de los recién llegados se establecieron en las ciudades costeras y las tierras de cultivo de Buenos Aires, Santa Fe, Córdoba y Entre Ríos. Por ejemplo, el Censo Nacional de 1914 mostró que, de casi tres millones de personas (2.965.805 para ser exactos) que vivían en las provincias de Buenos Aires y Santa Fe, 1.019.872 eran inmigrantes europeos, y un millón y medio más eran hijos de madres europeas; en total, esta comunidad comprendía al menos el 84,9% de la población de esta región. Sin embargo, la misma dinámica fue menos evidente en las zonas rurales de las provincias del noroeste: los inmigrantes (en su mayoría de origen sirio-libanés) representaban apenas el 2,6% (alrededor de 15.600) de una población rural total de 600.000 en Jujuy, Salta, Tucumán y Santiago del Estero y Catamarca.

#### Origen de los inmigrantes entre 1857 y 1940
| Inmigración bruta por nacionalidad (1857-1940) | Inmigración bruta por nacionalidad (1857-1940) | Inmigración bruta por nacionalidad (1857-1940) |
| Nacionalidad                                   | Cantidad                                       | Porcentaje sobre el total                      |
| ---------------------------------------------- | ---------------------------------------------- | ---------------------------------------------- |
| Italiana                                       | 2 970 000                                      | 44,9 %                                         |
| Española                                       | 2 080 000                                      | 31,5 %                                         |
| Francesa                                       | 239 000                                        | 3,6 %                                          |
| Polaca                                         | 180 000                                        | 2,7 %                                          |
| Rusa                                           | 177 000                                        | 2,7 %                                          |
| Turca                                          | 174 000                                        | 2,6 %                                          |
| Alemana                                        | 152 000                                        | 2,3 %                                          |
| Austrohúngara                                  | 111 000                                        | 1,7 %                                          |
| Británica                                      | 75 000                                         | 1,1 %                                          |
| Portuguesa                                     | 65 000                                         | 1,0 %                                          |
| Yugoslava                                      | 48 000                                         | 0,7 %                                          |
| Suiza                                          | 44 000                                         | 0,7 %                                          |
| Belga                                          | 26 000                                         | 0,4 %                                          |
| Danesa                                         | 18 000                                         | 0,3 %                                          |
| Estadounidense                                 | 12 000                                         | 0,2 %                                          |
| Neerlandesa                                    | 10 000                                         | 0,2 %                                          |
| Sueca                                          | 7 000                                          | 0,1 %                                          |
| Otras nacionalidades                           | 223 000                                        | 3,4 %                                          |
| Total                                          | 6 611 000                                      |                                                |

Fuente: Dirección Nacional de Migraciones (DNM).
Notas
1. ↑  Incluye a ucranianos, judíos y bielorrusos en la región oriental de Polonia. Los colonos eslavos del Nordeste Argentino Archivado el 24 de septiembre de 2017 en Wayback Machine.
2. ↑  Incluye a ucranianos, alemanes del Volga, bielorusos, polacos, lituanos etc. que por estar entonces sometidos al zarato ruso ingresaron con pasaporte ruso.
3. ↑  Cabe aclarar que la distinción entre turcos, palestinos, sirios, libaneses, y árabes sólo se hizo en el ámbito oficial después de 1920. Hasta ese período, todos emigraban con pasaporte turco —lo cual generalizó el uso del calificativo hasta la actualidad— por estar jurídicamente residiendo dentro del Imperio otomano. De hecho, cada uno de ellos se identificaba con su aldea o pueblo de origen.
4. ↑  En 1867 el Imperio Austríaco y el reino de Hungría firmaron un tratado conocido como Ausgleich, creando una monarquía dual: el Imperio Austrohúngaro. Se desintegró a finales de 1918 con el fin de la Primera Guerra Mundial. Lo que era el Imperio Austrohúngaro se reparte actualmente en trece estados europeos que son en la actualidad las naciones de Austria, Hungría, República Checa, Eslovaquia, Eslovenia, Croacia, Bosnia y Herzegovina y las regiones de Voivodina en Serbia, Bocas de Kotor en Montenegro, Trentino-Alto Adigio y Trieste en Italia, Transilvania y parte del Banato en Rumanía, Galicia en Polonia y Rutenia (región Subcarpática en Ucrania), la mayor parte de los inmigrados con pasaporte «austrohúngaro» han sido personas de los colectivos: croata, polaco, húngaro, esloveno, checo, rumano e incluso italianos del noreste.
5. ↑  El Reino Unido hasta 1922 incluyó a toda Irlanda. Por eso, gran parte de los inmigrantes británicos —llamados entonces comúnmente «ingleses»— fueron de procedencia irlandesa, sumada a la población de origen inglés, galés, y escocés.
6. ↑  Portugal hasta 1974 poseía las siguientes dependencias Angola, Cabo Verde, Guinea Bissau, Macao, Mozambique, Santo Tomé y Príncipe, Timor Leste.
7. ↑  El estado conocido genéricamente como Yugoslavia agrupó, entre 1918 y 1992, los actuales estados independientes de Bosnia y Herzegovina, Croacia, Eslovenia, Macedonia del Norte, Montenegro y Serbia.
8. ↑  Alrededor del 52 % de los inmigrantes del período 1857-1939 se radicaron definitivamente.

| Jurisdicción           | 1869    | 1869  | 1887    | 1887  | 1895    | 1895  | 1914      | 1914  | 1947      | 1947  |
| Jurisdicción           | #       | %     | #       | %     | #       | %     | #         | %     | #         | %     |
| ---------------------- | ------- | ----- | ------- | ----- | ------- | ----- | --------- | ----- | --------- | ----- |
| Buenos Aires           | 136.531 | 27,58 |         |       | 269.369 | 29,24 | 703.931   | 34,07 | 714.315   | 16,72 |
| Catamarca              | 100     | 0,13  |         |       | 760     | 0,84  | 2.281     | 2,27  | 1.144     | 0,78  |
| Chaco                  |         |       |         |       | 2.005   | 19,81 | 9.858     | 21,30 | 25.158    | 5,84  |
| Chubut                 |         |       |         |       | 1.380   | 36,82 | 10.584    | 45,89 | 4.278     | 7,27  |
| Ciudad de Buenos Aires |         |       | 214.021 | 49,82 | 312.362 | 47,78 | 777.845   | 49,36 | 743.526   | 24,93 |
| Comodoro Rivadavia     |         |       |         |       |         |       |           |       | 10.011    | 19,29 |
| Córdoba                | 1.313   | 0,62  |         |       | 34.459  | 9,81  | 150.420   | 20,45 | 122.779   | 8,20  |
| Corrientes             | 2.953   | 2,29  |         |       | 6.781   | 2,83  | 24.462    | 7,05  | 5.228     | 0,99  |
| Entre Ríos             | 12.508  | 9,32  |         |       | 50.645  | 17,34 | 72.501    | 17,04 | 27.091    | 3,44  |
| Formosa                |         |       |         |       | 597     | 12,36 | 8.774     | 45,49 | 2.065     | 1,81  |
| Jujuy                  | 28      | 0,07  |         |       | 656     | 1,32  | 17.077    | 22,28 | 2.698     | 1,62  |
| La Pampa               |         |       |         |       | 3.657   | 14,11 | 36.932    | 36,44 | 20.809    | 12,28 |
| La Rioja               | 35      | 0,07  |         |       | 470     | 0,68  | 1.605     | 2,01  | 998       | 0,90  |
| Los Andes              |         |       |         |       |         |       | 32        | 1,29  |           |       |
| Mendoza                | 283     | 0,43  |         |       | 15.376  | 13,24 | 88.354    | 31,84 | 57.629    | 9,80  |
| Misiones               |         |       |         |       | 942     | 2,84  | 20.358    | 38,01 | 18.387    | 7,46  |
| Neuquén                |         |       |         |       | 123     | 0,85  | 13.319    | 46,14 | 3.519     | 4,05  |
| Río Negro              |         |       |         |       | 852     | 9,22  | 14.873    | 35,21 | 14.069    | 10,47 |
| Salta                  | 176     | 0,20  |         |       | 1458    | 1,24  | 11.830    | 8,39  | 8.117     | 2,79  |
| San Juan               | 211     | 0,35  |         |       | 3.699   | 4,39  | 16.422    | 13,77 | 13.474    | 5,16  |
| San Luis               | 128     | 0,24  |         |       | 1.851   | 2,27  | 9.962     | 8,57  | 4.730     | 2,86  |
| Santa Cruz             |         |       |         |       | 352     | 33,27 | 6.701     | 67,36 | 3.815     | 15,52 |
| Santa Fe               | 12.489  | 10,85 | 80.584  | 36,57 | 160.296 | 40,36 | 315.941   | 35,12 | 204.952   | 12,03 |
| Santiago del Estero    | 95      | 0,07  |         |       | 2.152   | 1,33  | 9.496     | 3,63  | 5.987     | 1,25  |
| Tierra del Fuego       |         |       |         |       | 179     | 37,53 | 1.371     | 54,75 | 732       | 14,51 |
| Tucumán                | 178     | 0,09  |         |       | 9.595   | 4,45  | 32.618    | 9,80  | 17.282    | 2,91  |
| Argentina              | 167.157 | 8,90  | -       | -     | 880.016 | 22,31 | 2.357.952 | 27,70 | 2.032.793 | 12,79 |

Notas
1. ↑  Únicamente censos jurisdiccionales en la Ciudad de Buenos Aires y la provincia de Santa Fe.

Distribución de los inmigrantes europeos en Argentina (sin contar descendientes)
Censo de 1869
Censo de 1895
Censo de 1914
Censo de 1947

### Segunda ola de inmigración

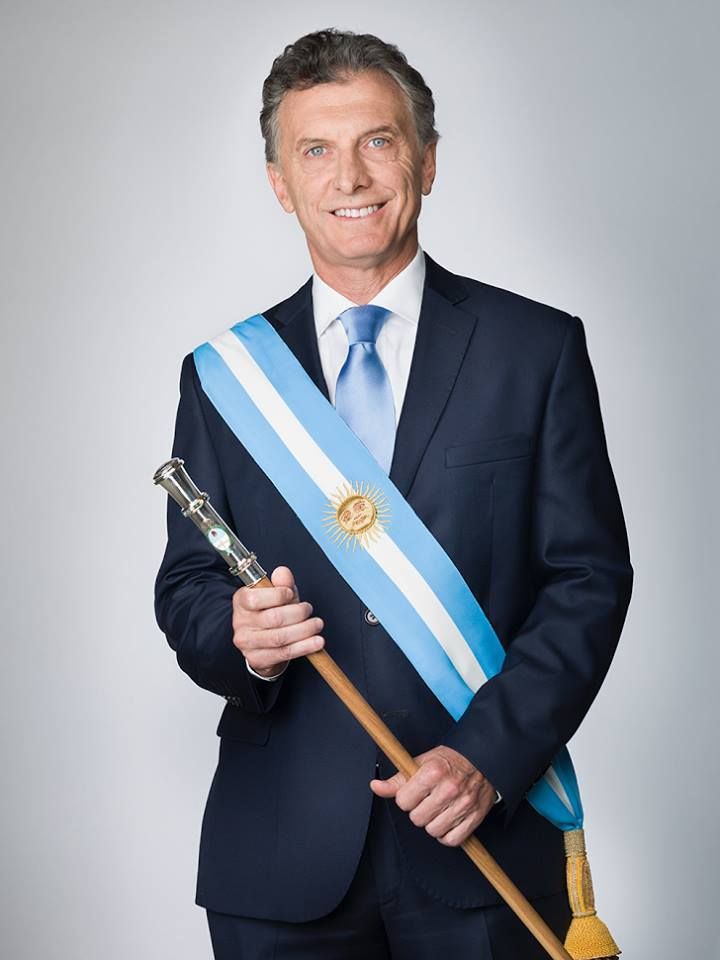
El expresidente Mauricio Macri es hijo de Franco Macri, quien emigró desde Italia en 1949.

Durante y después de la Segunda Guerra Mundial, muchos europeos huyeron a Argentina, escapando del hambre y la pobreza del período de posguerra. Según la Dirección Nacional de Migraciones, durante el período 1941-1950 ingresaron al país al menos 392.603 europeos: 252.045 italianos, 110.899 españoles, 16.784 polacos, 7.373 rusos y 5.538 franceses. Entre los inmigrantes italianos notables en ese período se encontraban el cantante de protesta Piero De Benedictis (emigró con sus padres en 1948), los actores Rodolfo Ranni (emigró en 1947) y Gianni Lunadei (1950), el editor César Civita (1941), el empresario Franco Macri (1949), el legislador Pablo Verani (1947),  y el músico de rock Kay Galiffi (1950).
Argentina también recibió a miles de alemanes, entre ellos el empresario humanitario Oskar Schindler y su esposa, cientos de judíos asquenazíes y cientos de criminales de guerra nazis. Entre los notorios beneficiarios de las ratlines se encontraban Adolf Eichmann, Josef Mengele, Erich Priebke, Rodolfo Freude (quien se convirtió en el primer director de la Inteligencia del Estado argentino) y el Jefe de Estado Ustaše de Croacia, Ante Pavelić. Aún es tema de debate si el gobierno argentino del presidente Juan Domingo Perón estaba al tanto de la presencia de estos criminales en suelo argentino o no; pero la consecuencia fue que Argentina fue considerada un refugio nazi durante varias décadas.

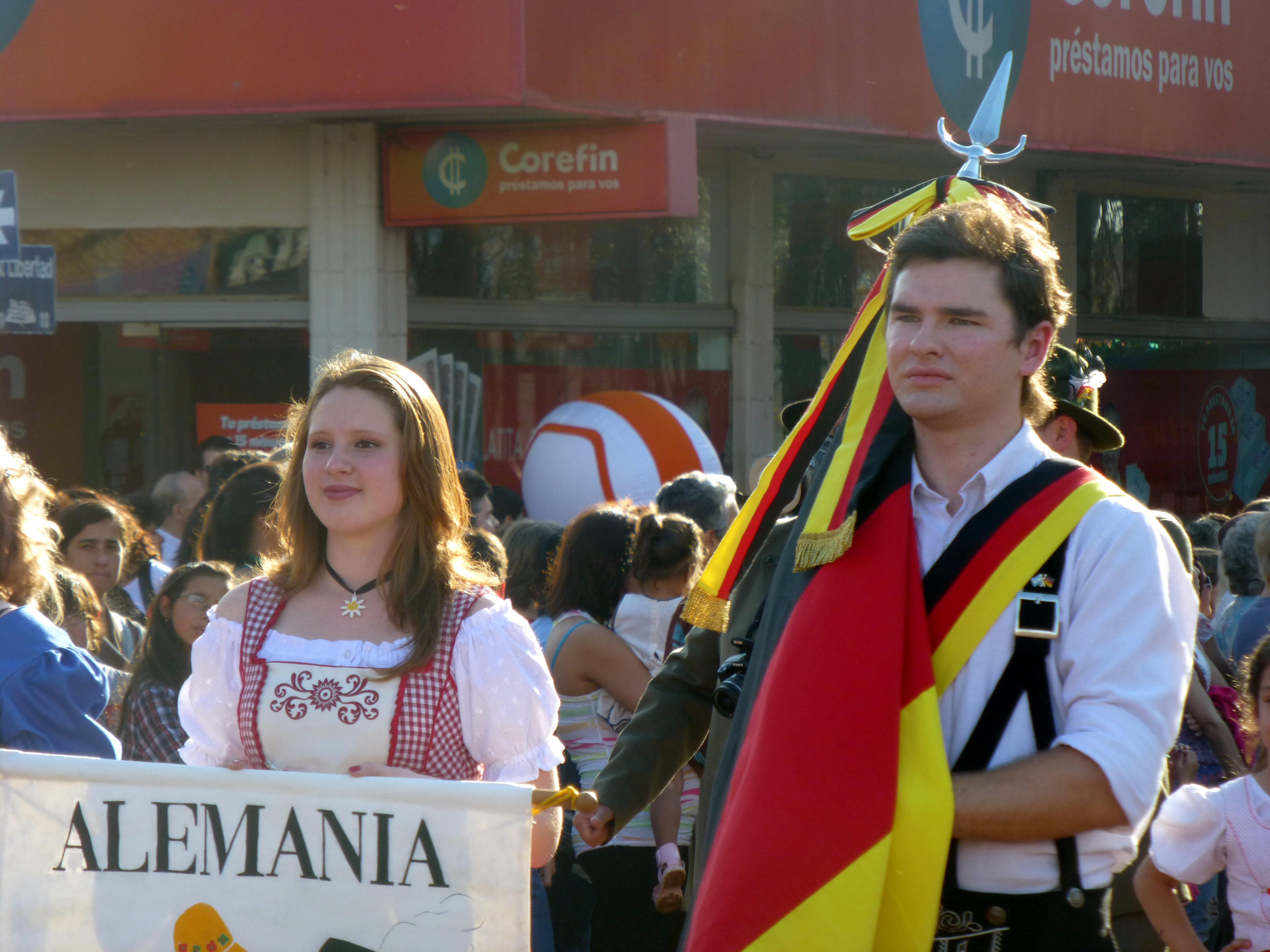
Argentinos de asendencia alemana durante la Fiesta del Inmigrante en Oberá, Misiones.

El flujo de inmigración europea continuó durante la década de 1950 y después; pero en comparación con la década anterior, disminuyó considerablemente. El Plan Marshall implementado por Estados Unidos para ayudar a Europa a recuperarse de las consecuencias de la Segunda Guerra Mundial estaba funcionando y la emigración disminuyó. Durante el período 1951-1960, sólo 242.889 europeos ingresaron a la Argentina: 142.829 eran italianos, 98.801 eran españoles, 934 eran franceses y 325 eran polacos. En la década siguiente (1961-1970), el número total de inmigrantes europeos apenas llegó a 13.363 (9.514 españoles, 1.845 polacos, 1.266 franceses y 738 rusos).
La inmigración europea fue casi inexistente durante los años 1970 y 1980. La inestabilidad de 1970 a 1976 en forma de escalada de violencia entre Montoneros y la Triple A, guerra de guerrillas y la Guerra Sucia librada contra los izquierdistas después del golpe de marzo de 1976, se vio agravada por una crisis económica causada por el colapso de las políticas internas de la dictadura en 1981. Esta situación fomentó la emigración más que la inmigración de europeos y argentinos europeos por igual, y durante el período 1971-1976 al menos 9.971 europeos abandonaron el país. Durante el período 1976-1983, miles de argentinos y numerosos europeos fueron secuestrados y asesinados en centros clandestinos por los grupos de tareas de la dictadura militar; entre ellos se encontraban Haroldo Conti, Dagmar Hagelin, Rodolfo Walsh, Léonie Duquet, Alice Domon, Héctor Germán Oesterheld (todos presuntamente asesinados en 1977) y Jacobo Timerman (que fue liberado en 1979; buscó el exilio en Israel y regresó en 1984). La CONADEP, la comisión formada por el presidente Raúl Alfonsín, investigó y documentó la existencia de al menos 8.960 casos, aunque otras estimaciones varían entre 13.000 y 30.000 muertos.

### Nuevas tendencias migratorias
Desde la década de 1930 la inmigración europea se fue reduciendo gradualmente. A partir de la década de 1970 predominaron los flujos migratorios provenientes de países limítrofes y sudamericanos, principalmente de Bolivia, Perú, Paraguay y Venezuela, los cuales habían existido desde hacía siglos, pero que se "dispararon" desde la década de 1990. Durante el período comprendido entre los censos de 1895 y 1914, los inmigrantes europeos constituían el 88,4% del total y los inmigrantes latinoamericanos representaban sólo el 7,5%. Sin embargo, en la década de 1960 esta tendencia se había revertido completamente: los inmigrantes latinoamericanos eran el 76,1% y los europeos apenas el 18,7% del total.
Dado que las principales fuentes de inmigrantes sudamericanos desde la década de 1990 han sido Bolivia, Paraguay, Perú y Venezuela, la mayoría de estos inmigrantes han sido mestizos, ya que representan las mayorías étnicas en esos países. El creciente número de inmigrantes de estas fuentes ha provocado que la proporción de argentinos blancos se reduzca significativamente en ciertas zonas del país, como el Gran Buenos Aires (particularmente en los partidos de Morón, La Matanza, Escobar y Tres de Febrero), así como los barrios porteños de Flores, Villa Soldati, Villa Lugano y Nueva Pompeya.

#### Inmigrantes latinoamericanos
Latinoamericanos blancos han llegado de países donde existe una proporción relevante de población blanca: Chile (52,7% al 68%), Brasil (43,46%), Venezuela (43,6%), Colombia (20% al 37%), Paraguay (20% al 30%) y en particular, Uruguay (88% al 94%). Los inmigrantes uruguayos representan un caso muy distinto en Argentina, ya que pueden pasar desapercibidos como "extranjeros". Uruguay recibió gran parte de la misma afluencia de inmigrantes europeos que cambió el perfil étnico de Argentina, por lo que la mayoría de los uruguayos son de origen europeo. Los uruguayos y los argentinos también hablan el mismo dialecto español (español rioplatense), que está fuertemente influenciado por los patrones de entonación de los dialectos del sur del idioma italiano.
Los censos oficiales muestran un lento crecimiento de la comunidad nacida en Uruguay: 51.100 en 1970, 114.108 en 1980 y 135.406 en 1991, con una disminución a 117.564 en 2001, 116.592 en 2010 y 95.384 en 2022. Sin embargo, alrededor de 218.000 uruguayos emigraron a Argentina entre 1960 y 1980.

### Tercera ola inmigratoria de Europa del Este (1994-2000)

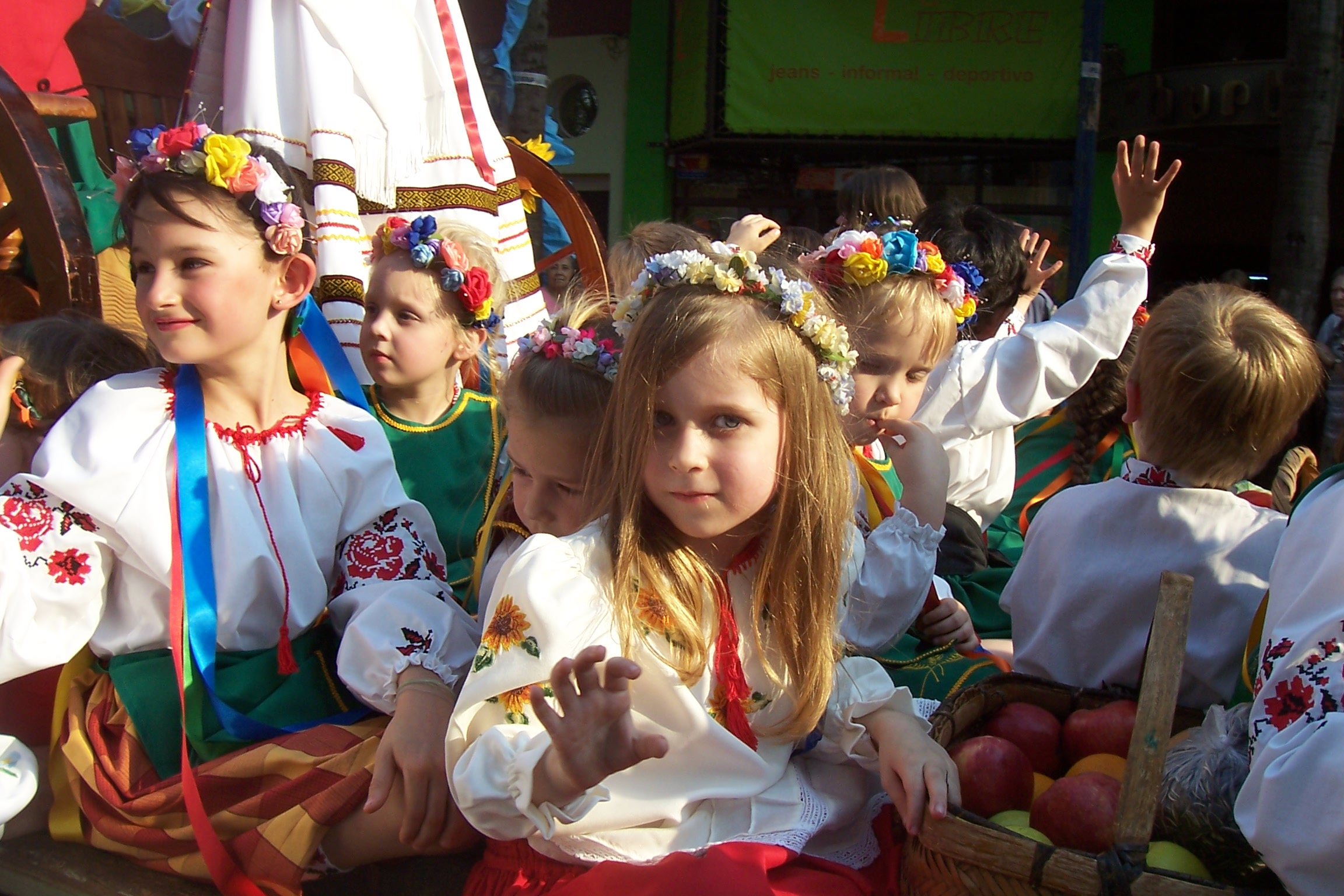
Niños ucranianos en Oberá, Misiones, 2007.

Tras la caída de los regímenes comunistas de la Unión Soviética y de Europa del Este, los gobiernos del Bloque Occidental estaban preocupados por un posible éxodo masivo de Europa del Este y Rusia. El presidente Carlos Saúl Menem, en el marco político del Consenso de Washington,  se ofreció a recibir parte de esa ola emigratoria en la Argentina. En consecuencia, el 19 de diciembre de 1994 se promulgó la Resolución 4632/94, que permitía un "trato especial" para todos los solicitantes que desearan emigrar de las antiguas repúblicas soviéticas . Un total de 9.399 europeos del este emigraron a Argentina entre enero de 1994 y diciembre de 2000, y del total, 6.720 eran ucranianos (71,5%), 1.598 rusos (17%), 160 rumanos (1,7%), 122 búlgaros (1,3%), 94 armenios (1%), 150 georgianos/moldavos/polacos (1,6%) y 555 (5,9%) viajaron con pasaporte soviético.
Alrededor del 85% de los recién llegados tenían menos de 45 años y el 51% tenía educación universitaria, por lo que la mayoría se integró rápidamente a la sociedad argentina, aunque con algunas dificultades iniciales para encontrar un empleo remunerado. Estos también incluían unas 200 familias gitanas rumanas que llegaron en 1998, y 140 gitanos rumanos más que emigraron a Uruguay en 1999, pero sólo para ingresar a Argentina más tarde cruzando el río Uruguay a través de Fray Bentos, Salto o Colonia.

### Actualidad
La inmigración europea en Argentina no ha cesado desde esta ola procedente de Europa del Este. Según la Dirección Nacional de Migraciones, unos 14.964 europeos se han radicado en Argentina (3.599 españoles, 1.407 italianos y 9.958 de otros países) durante el período 1999-2004. La crisis económica española de 2008-2013 ha ocasionado un influjo de españoles a Argentina. Solo en 2010 emigraron 24 000 españoles a la nación gaucha; más de 33 000 españoles han emigrado en el trascurso de la crisis.
Con la Invasión rusa de Ucrania de 2022 se produjo un aumento drástico de la entrada de ciudadanos rusos. Se estima que durante el 2022 ingresaron más de 23.000 inmigrantes, con la particularidad del ingreso de centenares de mujeres embarazadas. Las solicitudes de residencia de ciudadanos de ese país pasaron de 199 en 2021 a 2.106 en 2022 y 8.488 en 2023, mientras que ingresaron como turistas 18.718 en 2022 y 30.840 en 2023.
| País        | 2018  | 2018  | 2019  | 2019  | 2020  | 2020  | 2021  | 2021  | 2022  | 2022  | 2023  | 2023  | 2024  | 2024  | Total  | Total  | Total  |
| País        | Perm  | Temp  | Perm  | Temp  | Perm  | Temp  | Perm  | Temp  | Perm  | Temp  | Perm  | Temp  | Perm  | Temp  | Perm   | Temp   | Todo   |
| ----------- | ----- | ----- | ----- | ----- | ----- | ----- | ----- | ----- | ----- | ----- | ----- | ----- | ----- | ----- | ------ | ------ | ------ |
| Rusia       | 100   | 128   | 116   | 109   | 113   | 52    | 89    | 74    | 528   | 361   | 1.969 | 433   | 2.565 | 2.036 | 5.480  | 3.193  | 8.673  |
| España      | 425   | 1.139 | 282   | 1.009 | 182   | 364   | 266   | 358   | 275   | 418   | 208   | 399   | 205   | 421   | 1.843  | 4.108  | 5.951  |
| Francia     | 151   | 694   | 138   | 529   | 90    | 202   | 132   | 221   | 141   | 216   | 96    | 223   | 75    | 216   | 806    | 2.301  | 3.107  |
| Italia      | 187   | 598   | 168   | 408   | 90    | 176   | 110   | 162   | 151   | 188   | 105   | 171   | 90    | 179   | 901    | 1.882  | 2.783  |
| Alemania    | 112   | 235   | 82    | 216   | 41    | 107   | 53    | 88    | 86    | 115   | 63    | 115   | 54    | 113   | 509    | 971    | 1.480  |
| Ucrania     | 39    | 78    | 37    | 90    | 45    | 21    | 40    | 41    | 51    | 132   | 49    | 124   | 75    | 234   | 336    | 720    | 1.056  |
| Reino Unido | 53    | 161   | 45    | 132   | 37    | 51    | 33    | 61    | 44    | 70    | 31    | 66    | 50    | 113   | 292    | 654    | 946    |
| Bielorrusia | 5     | 2     | 1     | 3     | 3     | 2     | 3     | 3     | 37    | 9     | 63    | 28    | 88    | 52    | 200    | 96     | 296    |
| Otros       | 323   | 912   | 290   | 894   | 211   | 317   | 278   | 403   | 335   | 529   | 313   | 525   | 449   | 823   | 2.199  | 4.403  | 6.602  |
| Total       | 1.395 | 3.947 | 1.159 | 3.390 | 812   | 1.292 | 1.004 | 1.411 | 1.648 | 2.038 | 2.897 | 2.084 | 3.651 | 4.187 | 12.566 | 18.328 | -      |
| Total       | 5.342 | 5.342 | 4.549 | 4.549 | 2.104 | 2.104 | 2.415 | 2.415 | 3.686 | 3.686 | 4.981 | 4.981 | 7.838 | 7.838 | 30.894 | 30.894 | 30.894 |

## Influencias en la cultura argentina
La cultura de Argentina es el resultado de una fusión de elementos europeos, árabes, amerindios y africanos negros. El impacto de la inmigración europea tanto en la cultura como en la demografía de Argentina se ha convertido en gran medida en algo común y es compartido por la mayoría de los argentinos, y ya no se los percibe como una cultura "europea" separada. Incluso aquellos elementos tradicionales que tienen origen amerindio, como el mate, la música criolla, el asado, las empanadas y algunos géneros dentro de la música folclórica, fueron rápidamente adoptados, asimilados y en ocasiones modificados por los inmigrantes europeos y sus descendientes.

### Tango

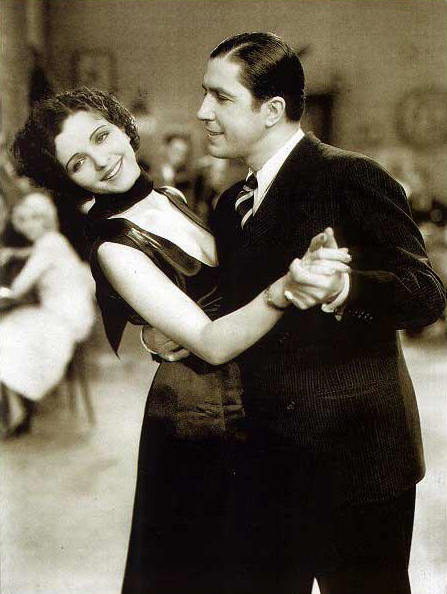
Carlos Gardel, nacido en Toulouse, Francia, es el cantautor de tango clásico más famoso.

El tango argentino es un género híbrido, resultado de la fusión de diferentes elementos étnicos y culturales, tan bien entremezclados que resulta difícil identificarlos por separado. Según algunos expertos, el tango ha combinado elementos de tres fuentes principales:
1) La música que tocaban las comunidades negras de la región del Río de la Plata. Su mismo nombre podría derivar de una palabra en yoruba, lengua bantú, y su ritmo parece estar basado en el candombe.
2) La milonga campera, género popular entre los gauchos que vivían en el campo bonaerense, y luego se trasladaron a la ciudad en busca de mejores trabajos.
3) La música traída por los inmigrantes europeos: el tanguillo andaluz, la polca, el vals y la tarantela. Influyeron mucho en su melodía y su sonido añadiendo instrumentos como el piano, el violín y, especialmente, el bandoneón.
A pesar de este origen tripartito, el tango se desarrolló principalmente como música urbana, y fue asimilado y abrazado por los inmigrantes europeos y sus descendientes; la mayoría de los íconos del género eran europeos o tenían ascendencia mayoritariamente europea.

### Música folklórica argentina

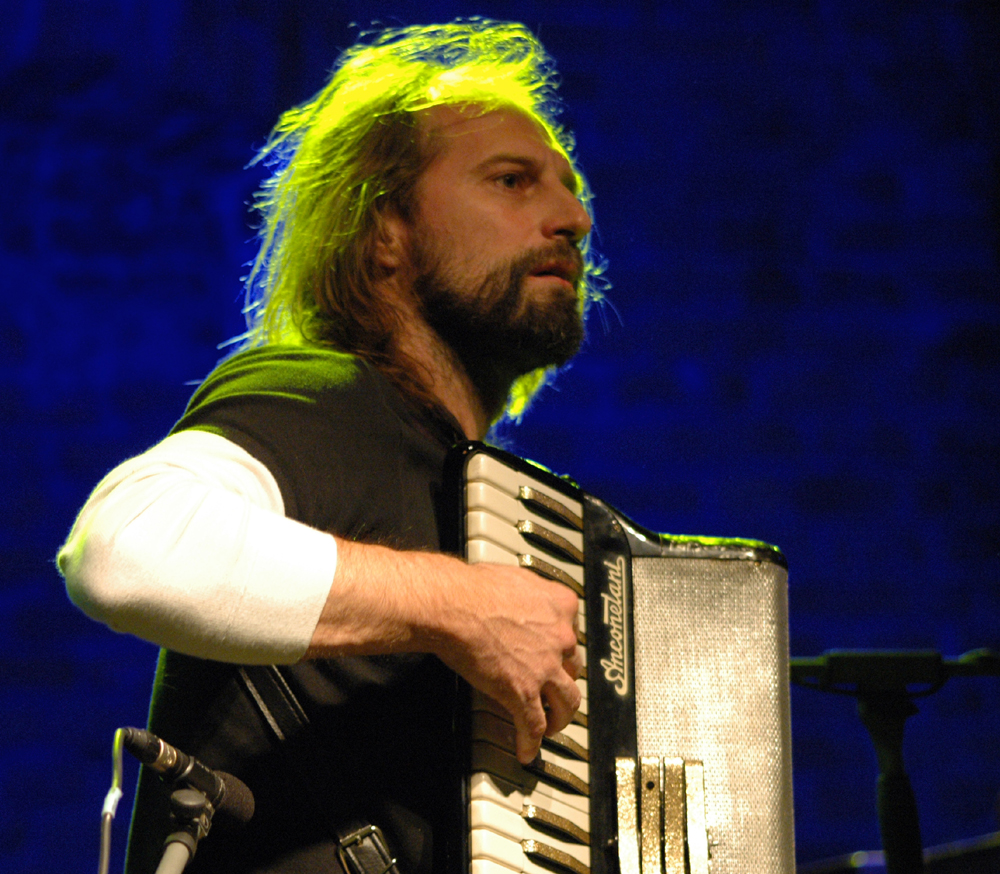
Chango Spasiuk es un compositor y acordeonista. Sus abuelos eran inmigrantes ucranianos que se radicaron en Misiones.

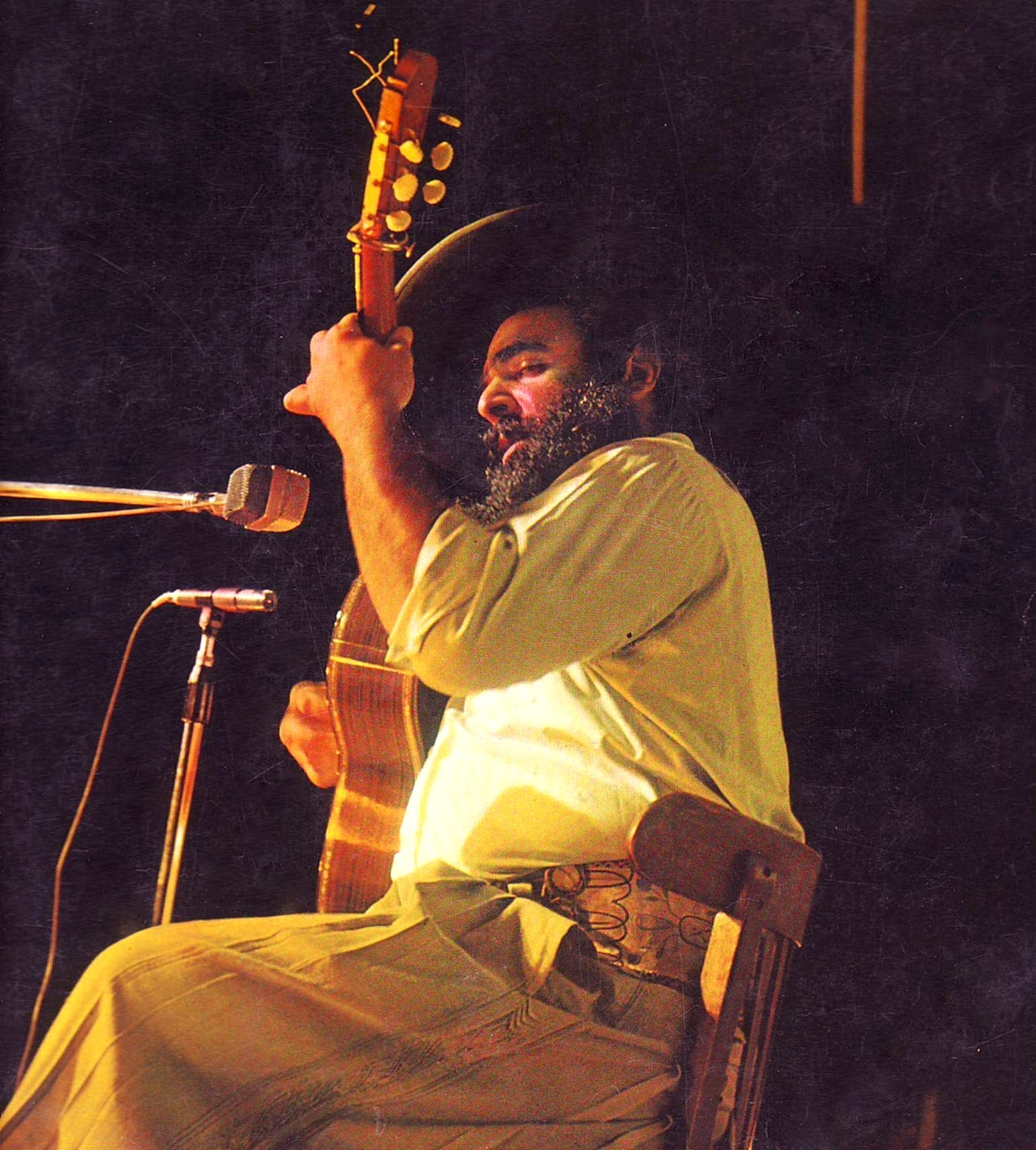
Jorge Antonio Cafrune fue un cantautor cuyos abuelos eran inmigrantes de Siria y el Líbano radicados en Jujuy.

Cuando los españoles llegaron a lo que hoy es Argentina, los habitantes amerindios ya tenían su propia cultura musical: instrumentos, danzas, ritmos y estilos. Gran parte de esa cultura se perdió durante y después de la conquista; sólo la música interpretada por los pueblos andinos sobrevivió en forma de cánticos como vidalas y huainos, y en bailes como el carnavalito. Los pueblos del Gran Chaco y la Patagonia, áreas que los españoles no ocuparon efectivamente, mantuvieron sus culturas casi intactas hasta finales del siglo XIX.
La mayor contribución española a la música en el área del Río de la Plata durante el período colonial fue la introducción de tres instrumentos: la vihuela o guitarra criolla, el bombo legüero y el charango. Una vez que los criollos obtuvieron su independencia de España, tuvieron la oportunidad de crear nuevos estilos musicales; bailes como el pericón, triunfo, gato y escondido, y cánticos como el cielito y la vidalita aparecieron durante el período posterior a la independencia, principalmente en la década de 1820.
La inmigración europea trajo cambios importantes a la música popular argentina, especialmente en el Litoral, donde aparecieron nuevos géneros, como el chamamé y el purajhei (o polka paraguaya). El chamamé apareció en la segunda mitad del siglo XVIII, aunque no recibió ese nombre hasta la década de 1930, como resultado de la fusión de antiguos ritmos guaraníes con la música traída por los inmigrantes alemanes del Volga, ucranianos, polacos y judíos asquenazíes que se asentaron en la región. Los recién llegados agregaron el estilo melódico de sus polcas y valses a la base rítmica nativa y la tocaron con sus propios instrumentos, como acordeones y violines.
Otros géneros, como la chacarera y la zamba, se desarrollaron como una fusión integral de influencias amerindias y europeas. Si bien tradicionalmente se tocaban con guitarras, charangos y bombos, también comenzaron a tocarse con otros instrumentos europeos, como el piano; un ejemplo notable es el uso del violín por parte de Sixto Palavecino para tocar la chacarera. Independientemente del origen de los diferentes ritmos y estilos, los inmigrantes europeos posteriores y sus descendientes asimilaron rápidamente la música local y contribuyeron a esos géneros creando nuevas canciones.

### Deportes

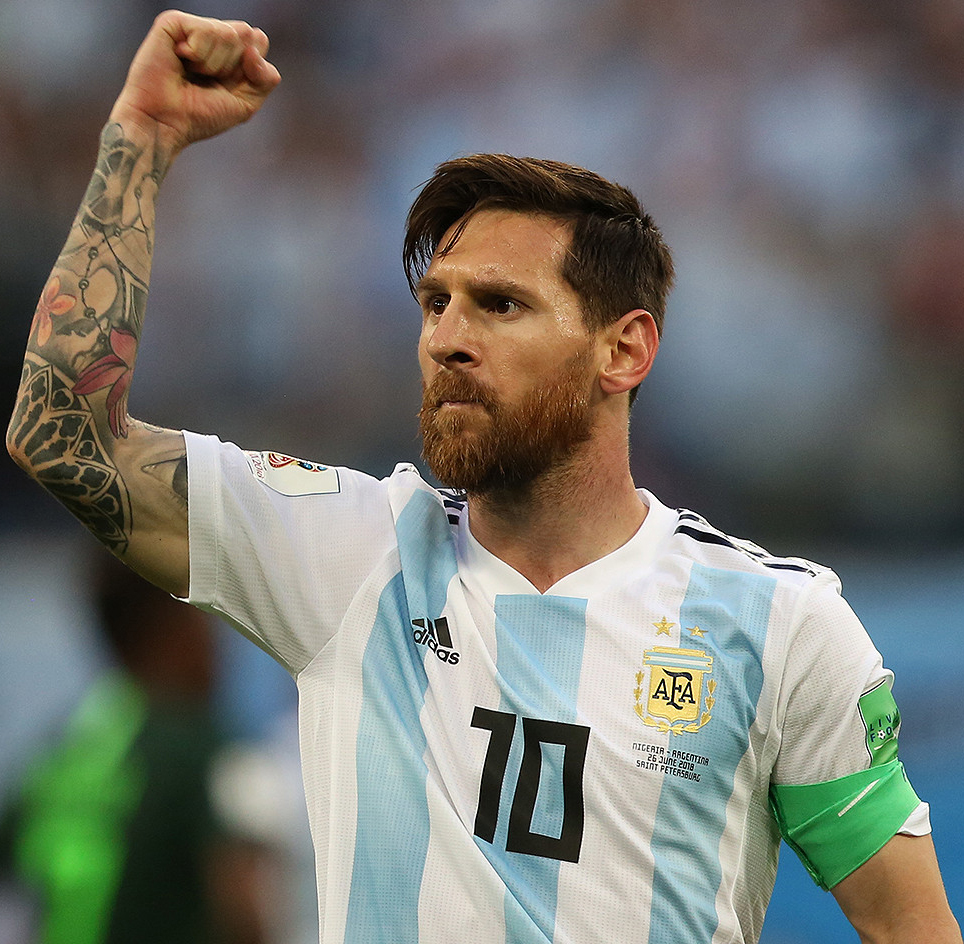
Lionel Messi es un futbolista de ascendencia italiana y española, nacido en Rosario.

El fútbol es, con diferencia, el deporte más popular en Argentina. Fue presentada por los empresarios y trabajadores ferroviarios británicos y posteriormente fue adoptada con pasión por las demás colectividades. El primer partido oficial de fútbol disputado en Argentina tuvo lugar el 20 de junio de 1867, cuando los "Gorras Blancas" vencieron a los "Gorras Rojas" por 4-0. Un vistazo a la lista de jugadores -ocho por equipo- muestra una colección de nombres y apellidos británicos. "Gorras blancas": Thomas Hogg, James Hogg, Thomas Smith, William Forrester, James W. Bond, E. Smith, Norman Smith y James Ramsbotham. "Gorras rojas": Walter Heald, Herbert Barge, Thomas Best, Urban Smith, John Wilmott, R. Ramsay, J. Simpson y William Boschetti. El desarrollo de este deporte en Argentina fue fuertemente impulsado por el maestro escocés Alexander Watson Hutton. Llegó a Argentina en 1882 y fundó el Colegio Inglés de Buenos Aires en 1884, contratando a su compatriota William Walters como entrenador del equipo de fútbol del colegio. El 21 de febrero de 1893 Watson fundó la Liga Argentina de Fútbol Asociación, antecedente histórico de la Asociación de Fútbol Argentino. El hijo de Watson, Arnold, continuó la tradición jugando durante la era amateur del fútbol argentino.
Los inmigrantes británicos también importaron el tenis; en abril de 1892 fundaron el Buenos Aires Lawn Tennis Club. Entre los miembros fundadores se encuentran todos apellidos británicos: Arthur Herbert, W. Watson, Adrian Penard, C. Thursby, H. Mills y F. Wallace. Pronto su ejemplo fue seguido por los inmigrantes británicos que residieron en Rosario; F. Still, T. Knox, W. Birschoyle, M. Leywe y J. Boyles fundaron el Rosario Lawn Tennis. La primera tenista argentina de ascendencia europea que logró cierto éxito internacional fue Mary Terán de Weiss, en las décadas de 1940 y 1950; el deporte, sin embargo, era considerado un deporte masculino de élite y sus esfuerzos por popularizar esta actividad entre las mujeres no prosperaron en ese momento. Guillermo Vilas, de ascendencia española, ganó el Abierto de Francia y el Abierto de Estados Unidos, ambos en 1977, y dos Abiertos de Australia, en 1978 y 1979, respectivamente, con lo que popularizó el deporte en Argentina.

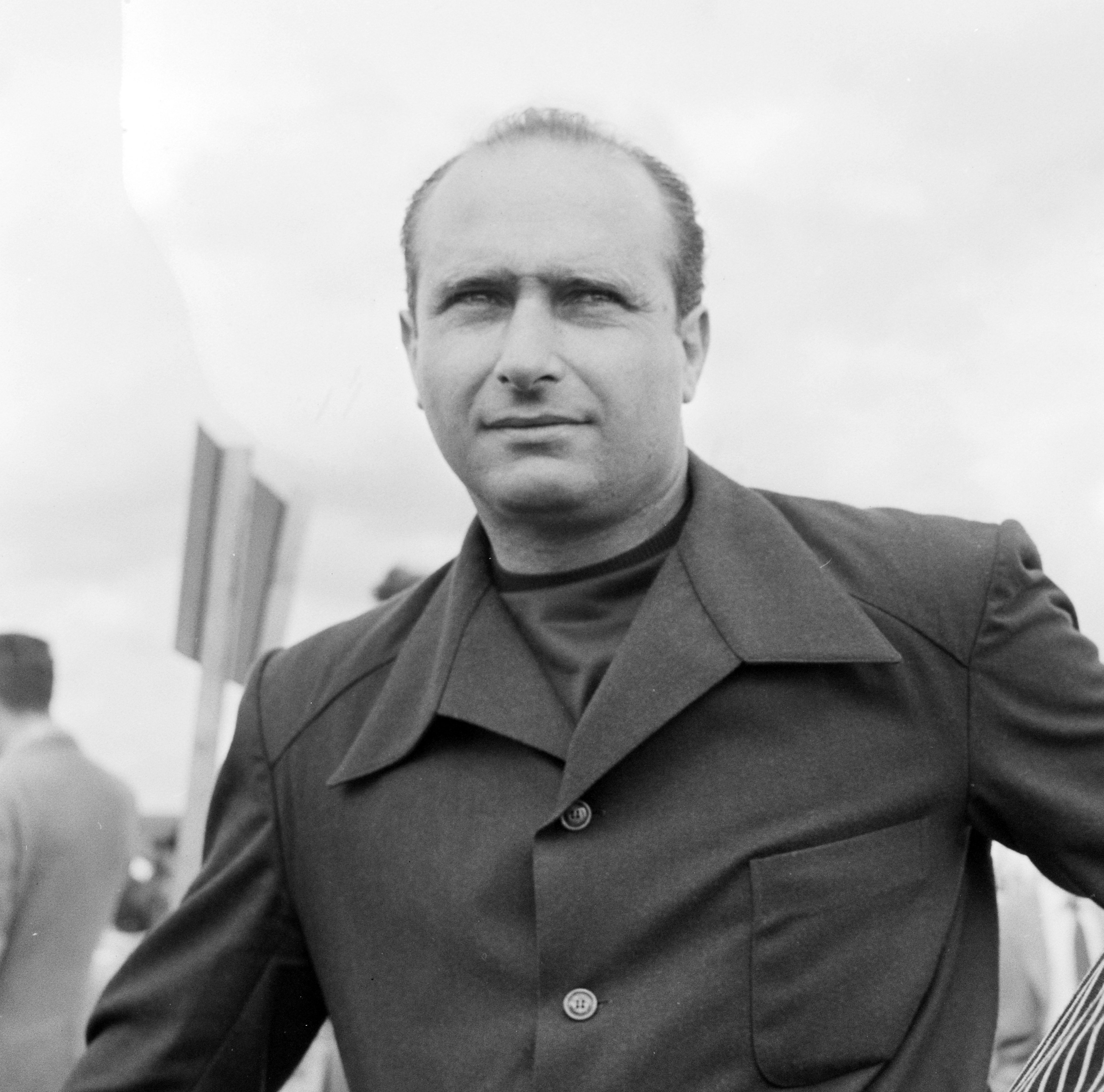
Juan Manuel Fangio fue un corredor de F1 de padres italianos, nacido en Balcarce.

Otro deporte en el que se han destacado los argentinos con ascendencia europea es el automovilismo. El máximo exponente fue Juan Manuel Fangio, cuyos padres eran ambos italianos. Ganó cinco títulos mundiales de Fórmula 1 en 1951, 1954, 1955, 1956 y 1957; su récord de cinco campeonatos se mantuvo invicto hasta 2003, cuando Michael Schumacher obtuvo su sexto trofeo de F1. Otro exponente es Carlos Alberto Reutemann (su abuelo era suizo alemán y su madre era italiana), quien alcanzó el segundo lugar en el Campeonato Mundial de Pilotos de 1981.
El boxeo es otro deporte popular que también trajeron los inmigrantes británicos. El primer campeonato organizado en Argentina tuvo lugar en diciembre de 1899, y el campeón fue Jorge Newbery (hijo de un odontólogo estadounidense blanco que emigró después de la guerra civil estadounidense), uno de los pioneros del boxeo, el automovilismo y la aviación en el país. Una lista de boxeadores argentinos de ascendencia europea puede incluir a: Luis Ángel Firpo (apodado "El toro salvaje de las pampas", cuyo padre era italiano y su madre española), Nicolino Locche (quien fue apodado " el Intocable" por su estilo defensivo; ambos padres eran italianos) y Oscar Bonavena, entre otros.
El golf fue traído a Argentina por el argentino escocés Valentín Scroggie, quien estableció el primer campo de golf del país en San Martín, Buenos Aires, en 1892. La Asociación Argentina de Golf fue fundada en 1926 e incluye a más de 43.000 miembros.
El hockey fue otro deporte importado por los inmigrantes británicos a principios del siglo XX. Inicialmente se jugó en los clubes fundados por los ciudadanos británicos hasta 1908, cuando se realizaron los primeros partidos oficiales entre Belgrano Athletic Club, San Isidro Club y Pacific Railways (hoy San Martín). Ese mismo año se fundó la Asociación Argentina de Hockey, cuyo primer presidente fue Thomas Bell. En 1909 esta asociación permitió la formación de equipos femeninos. Uno de los primeros equipos femeninos fue Belgrano Damas; jugaron su primer partido el 25 de agosto de 1909, contra el St. Catherine's College, ganando por 1 a 0.
El ciclismo fue introducido por inmigrantes italianos en Argentina en 1898, cuando fundaron el Club Ciclista Italiano. Uno de los primeros campeones sudamericanos en este deporte fue un argentino de ascendencia italiana, Clodomiro Cortoni.
El rugby también fue traído por inmigrantes británicos. El primer partido de rugby disputado en Argentina tuvo lugar en 1873; los equipos fueron Bancos contra Ciudad. En 1886, el Buenos Aires Football Club y el Rosario Athletic Club disputaron el primer partido oficial entre clubes. El Campeonato River Plate de Rugby fue fundado el 10 de abril de 1889, y fue el antecedente directo de la Unión Argentina de Rugby, creada para organizar campeonatos locales; los clubes fundadores fueron Belgrano Athletic, Buenos Aires Football Club, Lomas Athletic Club y Rosario Athletic. Su primer presidente fue Leslie Corry Smith, y Lomas Athletic fue el primer campeón, ese mismo año.